# Salvador Allende
Salvador Guillermo Allende Gossens (Santiago, 26 de junio de 1908-Santiago, 11 de septiembre de 1973) fue un médico cirujano y político socialista chileno, presidente de Chile —el segundo nacido en el siglo XX— desde el 3 de noviembre de 1970 hasta el 11 de septiembre de 1973. Su gobierno, caracterizado por un socialismo democrático, acabó abruptamente con un golpe de Estado, durante el cual optó por suicidarse mientras militares comandados por Augusto Pinochet tomaban el Palacio de la Moneda.
Participó en política desde sus estudios en la Universidad de Chile. Fue sucesivamente diputado (1937-1939), ministro de Salubridad (1939-1942) del gobierno de Pedro Aguirre Cerda, y senador (1945-1970), ejerciendo la presidencia de la cámara alta del Congreso (1966-1969). Además, fue secretario general del Partido Socialista de Chile (1942-1943).
Fue candidato a la presidencia de la República en cuatro oportunidades: en las elecciones de 1952 obtuvo el 5,45 % de los votos; en las de 1958, el 28,85 % de los votos, tras el electo Jorge Alessandri; en las de 1964, el 38,93 % de los votos, tras el electo Eduardo Frei Montalva; y, finalmente, en las de 1970, a tres bandas, consiguió la primera mayoría simple con el 36,63 % de los votos, siendo en definitiva ratificado por el Congreso Nacional. De ese modo, Allende se convirtió en el primer presidente marxista del mundo en acceder al poder a través de elecciones generales en un Estado democrático de derecho.
Su gobierno fue apoyado por la Unidad Popular, una coalición de partidos de izquierda, y destacó tanto por el intento de establecer un Estado socialista aferrándose a los medios democráticos y constitucionales del Poder Ejecutivo —la «vía chilena al socialismo»—, como por proyectos como la nacionalización del cobre, la estatización de las áreas «claves» de la economía y la profundización de la reforma agraria iniciada por su antecesor, Eduardo Frei Montalva.  El gobierno de la Unidad Popular se vio envuelto en la polarización política internacional de la Guerra Fría y sufrió de la persistente intervención por parte del gobierno estadounidense de Richard Nixon y la Agencia Central de Inteligencia (CIA) con el fin de provocar un cambio de régimen.
En medio de una crisis económica (llegando a tener una inflación del 606 % en 1973), social y a tres años antes del fin de su mandato constitucional, el gobierno de Salvador Allende terminó abruptamente el 11 de septiembre de 1973 mediante un golpe de Estado en el que participaron las tres ramas de las Fuerzas Armadas y el cuerpo de Carabineros. Ese mismo día, después de que el Palacio de La Moneda fuese bombardeado por aviones y tanques, Allende se suicidó. Tras el fin de su gobierno, el general Augusto Pinochet encabezó una dictadura militar que se extendió por más de dieciséis años, lo que puso fin al período de la República Presidencial.

## Biografía

### Primeros años y vida familiar

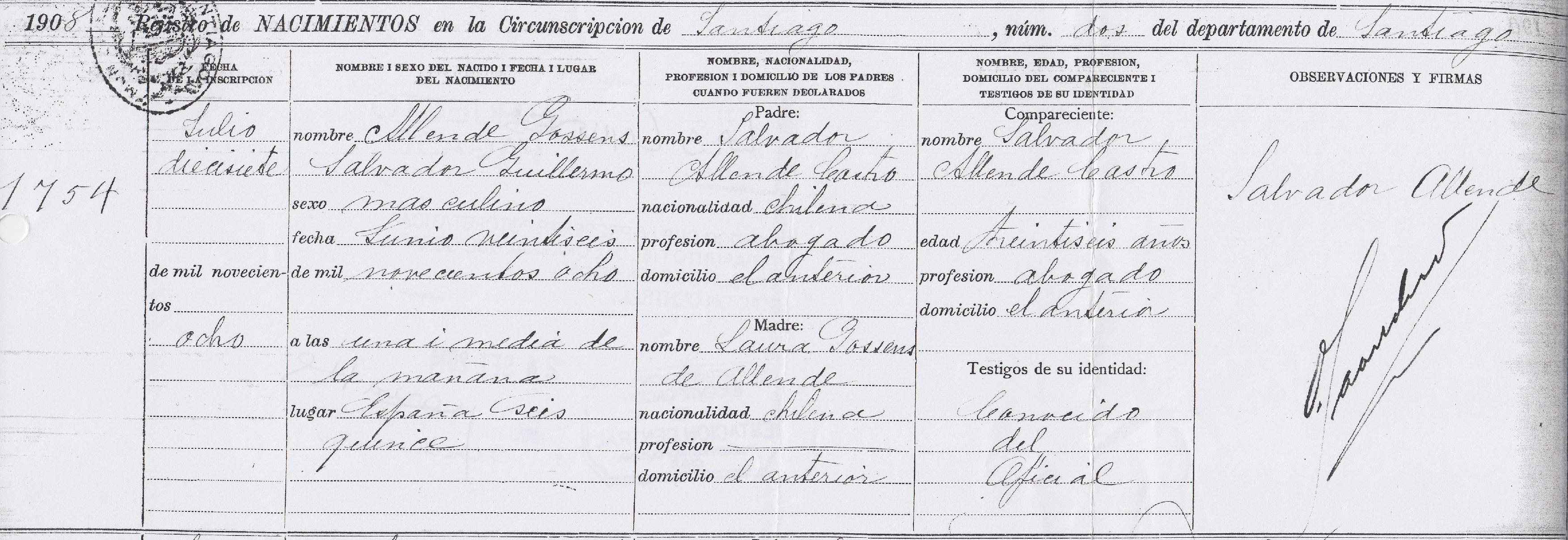
Acta de nacimiento de Salvador Allende.

El origen de los Allende es vasco. Sus antepasados llegaron a Chile durante el siglo XVII y destacaron entre las familias aristocráticas a partir de la primera mitad del siglo XIX. El más sobresaliente de la familia fue su abuelo Ramón Allende Padín, apodado El Rojo, radical y gran maestro de la masonería. Su padre, Salvador Allende Castro, fue también radical y masón. Trabajó como funcionario y como notario del puerto de Valparaíso. Se hizo conocido por su ingenio, dotes políticas (al igual que su padre) y su fanatismo por la chilenización de Tacna, Arica y Tarapacá. Contrajo matrimonio con Laura Gossens Uribe, hija de un inmigrante belga y una dama de la ciudad de Concepción.
Los hermanos Allende Gossens fueron seis: Alfredo, Inés, Salvador y Laura y, por la muerte de los dos últimos en la infancia, hubo dos nuevos: Salvador y Laura. Estos dos serían quienes continuarían una carrera política, siendo Laura diputada entre 1964 y 1973. Salvador Allende nació el 26 de junio de 1908 en Santiago de Chile, en una casa ubicada en avenida España 615.
La familia de Allende era de clase acomodada, su padre viajó y trasladó a su familia a lo largo del país a causa de diferentes cargos que tenía que asumir en la administración pública. Por este motivo, los primeros ocho años de vida de Allende se desarrollaron en Tacna, a la sazón en posesión de Chile, llegando a la ciudad apenas cumplidos unos meses.

### Estudios y vida laboral
Allende inició sus estudios primarios en la sección preparatoria del Liceo de Tacna, dirigido por el profesor Julio Angulo. Se mostraba como un niño travieso y energético según cuenta Zoila Rosa Ovalle Santibáñez (30 de agosto de 1880-23 de febrero de 1972), la «mama Rosa», la niñera que cuidó de Allende en la niñez y adolescencia y que alcanzó a verlo convertido en presidente. Ella lo apodaría «Chichito», pues el pequeño Allende no podía pronunciar su diminutivo correspondiente, «Salvadorcito», de ahí el origen del apodo «Chicho Allende».
Tras ocho años en Tacna, la familia se trasladó por un pequeño período a Iquique y estudió en el Liceo de Hombres (hoy conocido como «Liceo Libertador General Bernardo O'Higgins Riquelme»), en 1916. En 1918 estudió brevemente en el Instituto Nacional General José Miguel Carrera durante su corta estadía en Santiago. Valdivia fue su próximo destino, donde el padre se instaló como abogado del Consejo de Defensa Fiscal en 1919. Siguió sus estudios en el Liceo Armando Robles de Valdivia, ganando los apodos de pije y pollo fino por su alta posición social y su preocupada vestimenta en comparación con sus condiscípulos.
El regreso a Valparaíso se produjo en 1921, cuando su padre fue nombrado relator de la Corte de Apelaciones de dicha ciudad, cargo al que renunció para asumir como notario público del puerto. Allí, mientras Allende continuaba sus estudios en el Liceo Eduardo de la Barra, conoció a Juan Demarchi, viejo zapatero anarquista que, según el mismo Allende, tendría una influencia fundamental. Le infundió, durante largas conversaciones en las que también jugaban ajedrez, muchas de las futuras banderas de lucha social que legaría el futuro presidente de Chile. Algunos creen, sin embargo, que esta relación está demasiado embellecida y que la influencia del zapatero habría sido menor.
Finalizó sus estudios secundarios en 1924 y decidió hacer el servicio militar, que realizó por un año en el Regimiento de Lanceros de Tacna.
En 1926 ingresó a estudiar en la Escuela de Medicina la Universidad de Chile a pesar de que tenía dudas entre seguir esta carrera o Derecho. Vivió con su tía paterna, Anita, para después llevar una vida de inestabilidad residencial, yendo de pensión en pensión para poder sobrevivir. A pesar de esta relativa precariedad, siguió siendo el pije. Obtuvo de promedio general, al finalizar sus estudios, una nota cinco. Su tesis para optar al título de médico de 1933 fue Higiene mental y delincuencia.
En forma paralela, se desempeñó como profesor ayudante de anatomía en la Escuela de Medicina y en la Escuela Dental, ambas en su casa de estudios.
Ejerció como médico y anatomo-patólogo en la Casa de Orates y en la Beneficencia Pública. Entre 1932 y 1936, fue médico de la asistencia pública de Valparaíso y anatomo-patólogo en hospitales de Puerto Montt. Asimismo, entre 1935 y 1936, se desempeñó como relator oficial del Congreso Médico de la Municipalidad de Viña del Mar y presidió la Conferencia Médica Panamericana (CMP).

### Matrimonio e hijos

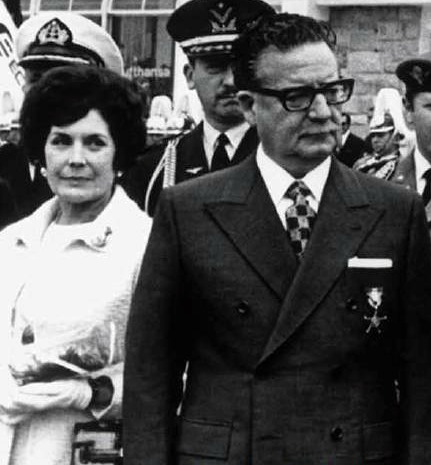
Salvador Allende junto a su esposa Hortensia Bussi en 1971.

El 16 de septiembre de 1940 contrajo matrimonio con Hortensia Bussi Soto, estudiante del Instituto Pedagógico, conocida popularmente como Tencha, a quien había conocido en Santiago la noche del 24 de enero de 1939 —cuando ocurrió el terremoto de Chillán— y con quien ya vivía. Junto a ella tuvo tres hijas: Carmen Paz (n. 1941), Beatriz (1943-1977), secretaria de despacho durante su presidencia, e Isabel (n. 1945), socióloga y política; que se desempeñaría como diputada y luego senadora. De ellas, Salvador Allende tuvo seis nietos: Gonzalo Meza Allende, Marcia Tambutti Allende, Carmen Sepúlveda Allende, Maya Fernández Allende, Alejandro Fernández Allende y Pablo Sepúlveda Allende. Cinco nietos del expresidente son chilenos, excepto Alejandro, el hijo de menor de Beatriz Allende, quien nació en Cuba. El gobierno cubano invirtió los apellidos de su nieto Alejandro colocando primero el materno para impedir que pasara a segundo plano el apellido paterno del exmandatario.
La predilección de Allende por el teatro representó también un terreno de entendimiento con Bussi, que compartía esa inclinación. En los estrenos más importantes del Teatro Nacional, la presencia de él y de Tencha era habitual. Una de sus grandes pasiones era ir al para ver actuar a su actriz preferida, Marés González. «Marés entusiasmó a Salvador. Desde entonces yo lo llevaba a todos los estrenos. Después Salvador nunca se perdía una obra. Admiraba a Marés», sostuvo Tencha. «Una y otra vez Salvador Allende estará en el Antonio Varas con Tencha, pasará a saludar a Marés al término de la función, le enviará una tarjeta, unas flores», relata Eduardo Labarca en su libro Salvador Allende, una biografía sentimental. Por otro lado, Allende fue el gran gestor de la estadía de la actriz en Cuba en 1967.
En junio de 1953 la familia Allende Bussi, que vivía en los faldeos del cerro Santa Lucía, adquirió la casa de Guardia Vieja 392, ubicada en la comuna de Providencia; dicha residencia se convertiría en el hogar de Salvador Allende hasta 1971, cuando se trasladan a la casa presidencial de Tomás Moro.

## Vida política

### Inicios
Para 1929, durante su época universitaria, se había iniciado en la política entrando al Grupo Avance,  —de tendencia marxista y del que más tarde sería director—:. llegó a ser vicepresidente de la FECh en 1930, pero debido a su oposición a ciertas posturas del grupo durante los meses previos a la caída de la dictadura de Carlos Ibáñez del Campo, fue expulsado de ella. A pesar de eso, siguió actuando como líder estudiantil, mientras realizaba su internado de medicina en Valparaíso, ocurrió en 1932 con el fin de la República Socialista de Chile, de Marmaduke Grove, con quien mantenía estrechos lazos familiares. Tras dar un discurso de apoyo en la Escuela de Derecho fue detenido junto a su hermano y a su cuñado Eduardo Grove, sometido a una corte marcial y puesto en libertad. Fue apresado nuevamente y tras varias semanas de cárcel fue sometido a proceso por su participación en la instauración de la República Socialista el 4 de junio de 1932. Mientras se encontraba encerrado, se enteró de que su padre agonizaba debido a un caso avanzado de diabetes, se le había amputado una pierna y tenía gangrena en la otra. Le permitieron a él y a su hermano salir y consiguió verlo en sus últimos instantes.
Tras estos dramáticos hechos de su vida, Allende se abocó a terminar su memoria Higiene mental y delincuencia y a conseguir trabajo estable, pero tuvo que experimentar un largo tiempo pasando de hospital en hospital hasta convertirse en ayudante de anatomía patológica del Hospital Carlos van Buren.

### Fundación del Partido Socialista de Chile; primeros cargos públicos y diputación

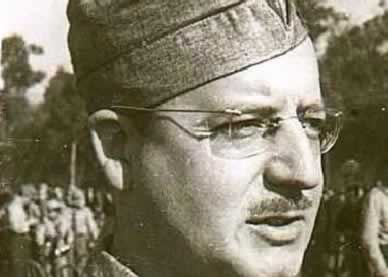
Salvador Allende en uniforme de militante socialista.

En 1933, participó en la fundación del Partido Socialista de Chile (PS) —junto a Eugenio Matte Hurtado, Marmaduque Grove, Eugenio González, Oscar Schnake y otros—, organizando la sede de Valparaíso y manteniéndose en este partido durante toda su vida. Dos años después, se uniría a la masonería. Director de la Asociación Médica en esa ciudad y miembro de su directorio nacional, en 1935 se convirtió en editor del Boletín Médico de Chile y organizador de la Revista de Medicina Social de ese puerto.
Se comprometió fuertemente con el proyecto del Frente Popular (FP) —al que los socialistas se integraron tras un Congreso general realizado en 1936—, y pronto fue elegido presidente de esta organización en Valparaíso. Dentro del PS, fue jefe de núcleo (1933), secretario seccional (1934) y secretario del comité regional de Valparaíso (1937-39).
Allende fue relegado a Calama en 1935 por el presidente Arturo Alessandri, durante seis meses. A su regreso jugó un rol importante en la constitución del FP, llegando a ser presidente de este en Valparaíso.
Su partido lo proclamó candidato a diputado por la 6.ª agrupación departamental de Quillota y Valparaíso en las elecciones de 1937, resultando elegido junto a otros dos socialistas para el periodo 1937-1941. Inició su vida parlamentaria con la petición al presidente de la Cámara de que los 17 diputados socialistas prometieran y no juraran, lo que fue aceptado, y participó principalmente en la realización de diferentes proyectos de leyes relativas a problemas sociales. En ese periodo legislativo fue reemplazante en la Comisión Permanente de Relaciones Exteriores e integró la Comisión Permanente de Trabajo y Legislación Social.

### Campaña presidencial de Pedro Aguirre Cerda, ministro de Estado y primeros conflictos en el socialismo

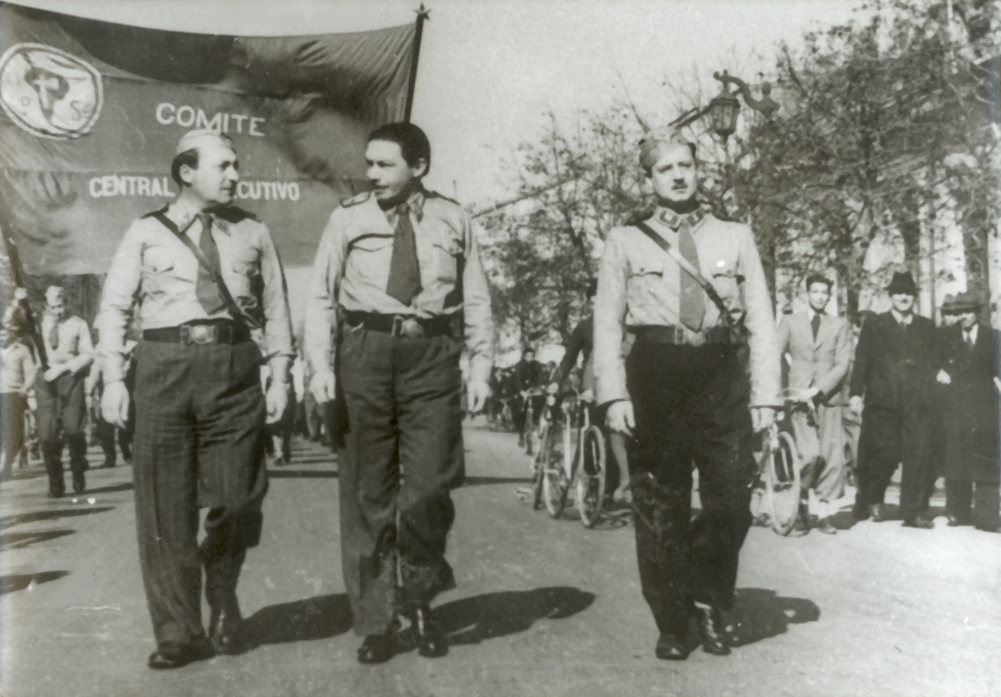
Rolando Merino Reyes, Oscar Schnake y Salvador Allende en una marcha del Frente Popular, el 9 de junio de 1940.

Durante la campaña presidencial de Pedro Aguirre Cerda, Allende dirigió la campaña en Valparaíso. Tras resultar triunfador en la elección, dejó su escaño parlamentario —siendo reemplazado por Vasco Valdebenito García—, para unirse al nuevo gobierno de Aguirre Cerda como ministro de Salubridad, desde el 28 de agosto de 1939. Ese mismo año publicó La realidad médico-social chilena, obra sobre la salud pública con énfasis en la medicina social, en la que se señalaba claramente que el principal condicionante del nivel de salud de una población es su nivel socioeconómico. Dejó el cargo el 2 de abril de 1942.
Entre los logros en su época de ministro, según su informe al Congreso en 1940, se cuentan la producción y distribución de medicamentos contra enfermedades venéreas, reducción de las muertes por tifus, presupuesto de dos millones de pesos para centros de higiene públicas, expansión del servicio dental en las escuelas y entrega de alimentos para los estudiantes. Unos meses después de que el Partido Socialista dejara el Frente Popular (FP), Allende asumió el cargo de administrador y luego vicepresidente de la Caja de Seguro Obrero Obligatorio.

### A la cabeza del Partido Socialista; conflictos internos en el socialismo y primera senaturía
Las condiciones de líder de Allende se manifestaron tempranamente dentro del Partido Socialista. Sin embargo, por la propia naturaleza de la colectividad, con marcado caudillismo, su liderazgo estuvo relacionado con pugnas y divisiones internas.
En 1942 se convirtió en secretario general del Partido Socialista, cargo que ocupó hasta junio de 1943. Durante enero de 1943, en el IX Congreso Ordinario de esa colectividad, encabezó una de las dos tendencias internas. La otra la representaba Marmaduque Grove. La primera, llamada corriente de recuperación, planteaba que el partido debía dejar de colaborar con el gobierno de Juan Antonio Ríos (1942-1946); la segunda estaba por continuar participando.
Como secretario general, Allende buscó conformar una alianza permanente con el Partido Comunista de Chile, lo que se planteó por primera vez en el seno de su partido.
En las elecciones parlamentarias de 1945 fue elegido senador por la 9.ª agrupación provincial de Valdivia, Llanquihue, Chiloé, Aysén y Magallanes, por el periodo 1945-1953. Fue senador reemplazante en la Comisión Permanente de Gobierno e integró la Comisión Permanente de Higiene, Salubridad y Asistencia Pública, de la que fue su presidente. También, fue miembro de la Comisión Mixta de Presupuestos y de la Comisión Mixta para Estudiar la Descentralización Administrativa. En 1948 asistió como embajador a la asunción del presidente Rómulo Gallegos Freire en Venezuela. Se desempeñó, además, como vicepresidente del Senado entre el 3 de julio de 1951 y el 26 de mayo de 1953.
Durante su labor participó en la gestión de la Ley N.° 9.263 de 1952, que creó el Colegio Médico de Chile (Colmed) y de la ley N.° 10.383, que impulsó la fundación del Servicio Nacional de Salud (SNS) y el Servicio de Seguro Social (SSS), ambos en el mismo año. Allende fue elegido como primer presidente del Colegio Médico en el año 1949, cargo que ocupó hasta 1963.
Paralelamente, en 1946, en el contexto de la división del socialismo, se integró al Partido Socialista Popular (PSP). Sin embargo, entre 1950 y 1951 regresó al Partido Socialista de Chile. La unión de esta colectividad con el Partido Comunista —excluido de su existencia legal producto de la «Ley de Defensa Permanente de la Democracia»—, dio paso a la fundación del Frente Nacional del Pueblo (Frenap).

### 1952; primera candidatura presidencial
Nuevamente, en 1952, Allende se enfrentó en otra pugna interna, esta vez con Raúl Ampuero, quien planteaba la línea del «frente de trabajadores». Allende y sus partidarios propiciaban alianzas amplias. Cuando el sector de Ampuero decidió apoyar la candidatura de Carlos Ibáñez del Campo, el partido se dividió. Al mismo tiempo, el sector apoyaba la proscripción del comunismo. Los grupos minoritarios quedaron con Allende y levantaron su candidatura a la presidencia de la República por primera vez en la elección de septiembre de 1952. En simultáneo fue patrocinado por el Frenap, obteniendo un escueto de 5,45 % de los votos, tras Pedro Enrique Alfonso, del Partido Radical (PR), Arturo Matte Larraín, del Partido Liberal (PL) e Ibáñez del Campo, independiente, quien ganó la elección con el 46,79 % de los votos.
Estando en el Senado, el 6 de agosto de 1952, fue partícipe de un fuerte enfrentamiento con su par, el radical Raúl Rettig, por discrepancias técnicas en materias laborales. El intercambio de opiniones terminó en un duelo a pistola, en la comuna de Macul, en el que  ambos erraron sus disparos aunque se dispararon a matar. Posteriormente al encuentro, volvieron a ser amigos.

### Segunda senaturía; creación del Frente de Acción Popular y viajes al extranjero
En las elecciones parlamentarias de 1953 fue reelecto senador, pero por la 1.ª agrupación provincial de Tarapacá y Antofagasta, periodo legislativo 1953-1961. Se mantuvo en la Comisión Permanente de Higiene, Salubridad y Asistencia Social, de la que fue su presidente, que tomó el nombre de Comisión Permanente de Salud Pública. También fue miembro la Comisión Parlamentaria Socialista. De la misma manera, continuó en la vicepresidencia del Senado, desde el 26 de mayo de 1953 hasta el 25 de mayo de 1955.
Como senador, viajó a la Unión de Repúblicas Socialistas Soviéticas (URSS), y el 10 de agosto de 1954, a la República Popular China, presidiendo una delegación del Instituto Chileno-Chino de Cultura.
La izquierda chilena estaba constituida por los partidos Comunista y Socialista. El primero era el partido comunista más grande de América Latina, fuera del cubano, de una base social fundamentalmente obrera y con un importante número de intelectuales. El Socialista tenía una base política más heterogénea.
En 1955, después de un período de continuas rivalidades entre estas dos corrientes, se formó el Frente Nacional del Pueblo (Frenap), combinación política que buscaba integrar a toda la izquierda, incluyendo al Partido Radical. Allende fue elegido presidente de esta combinación. El Frenap tuvo una duración de ocho años, hasta 1964.
En 1959, visitó por primera vez la República de Cuba, donde se entrevistó con su máximo líder, Fidel Castro.

### 1958; segunda candidatura presidencial

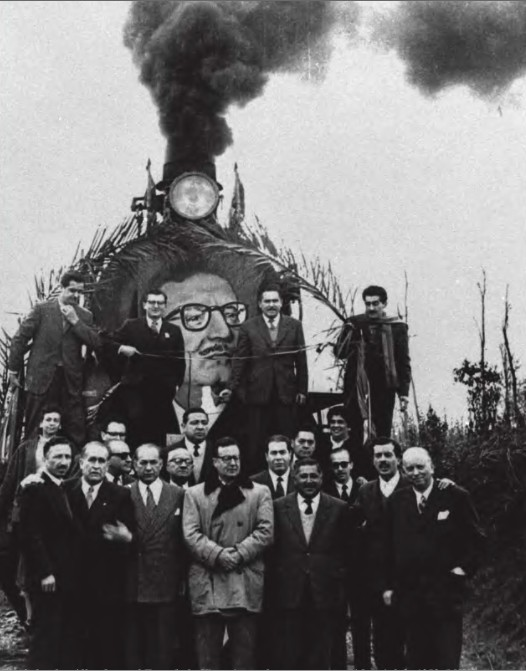
Salvador Allende en el Tren de la Victoria, en la campaña presidencial de 1958.

Se presentó nuevamente como candidato para la elección presidencial de septiembre de 1958, apoyado por el FRAP. Sin embargo, no resultó elegido, aunque obtuvo el segundo lugar en esa votación, con un 28,8 % de los votos, bajo el candidato triunfador, Jorge Alessandri. Esta vez se atribuyó la derrota de Allende a la participación de un candidato populista, Antonio Zamorano, llamado «el cura de Catapilco», que le habría quitado votos de sectores populares.

### Tercera senaturía
Sus enemigos dentro del Partido Socialista intentaron alejarlo de la vida política, para lo cual, en las elecciones parlamentarias de 1961, lo enviaron a la tercera agrupación provincial de Aconcagua y Valparaíso —donde era difícil que ganara ya que los votos de la izquierda los controlaba Jaime Barros, comunista y «médico de los pobres», que ocupaba el escaño—, para el periodo legislativo 1961-1969. Allende triunfó sobrepasando a su compañero y le dio suficientes votos para que ambos salieran electos. Integró las comisiones permanentes de Relaciones Exteriores, de Gobierno y de Salud Pública.
Durante el ejercicio de su cargo viajó nuevamente al exterior. En 1965 visitó Cuba y Europa, donde realizó una gira por los países socialistas. En julio de 1967 representó a Chile en la primera conferencia de la Organización Latinoamericana de Solidaridad (OLAS), surgida de un acuerdo tricontinental llevado a cabo en La Habana, en 1966. A dicho encuentro, asistieron delegados de 27 países. En 1967, asistió al cincuentenario de la revolución soviética. A su regreso visitó Cuba y México, donde intento reunirse con el expresidente Lázaro Cárdenas del Río. En 1969 volvió a visitar Cuba, la República Popular Democrática de Corea, la República Democrática de Vietnam y Camboya.

### 1964; tercera candidatura presidencial

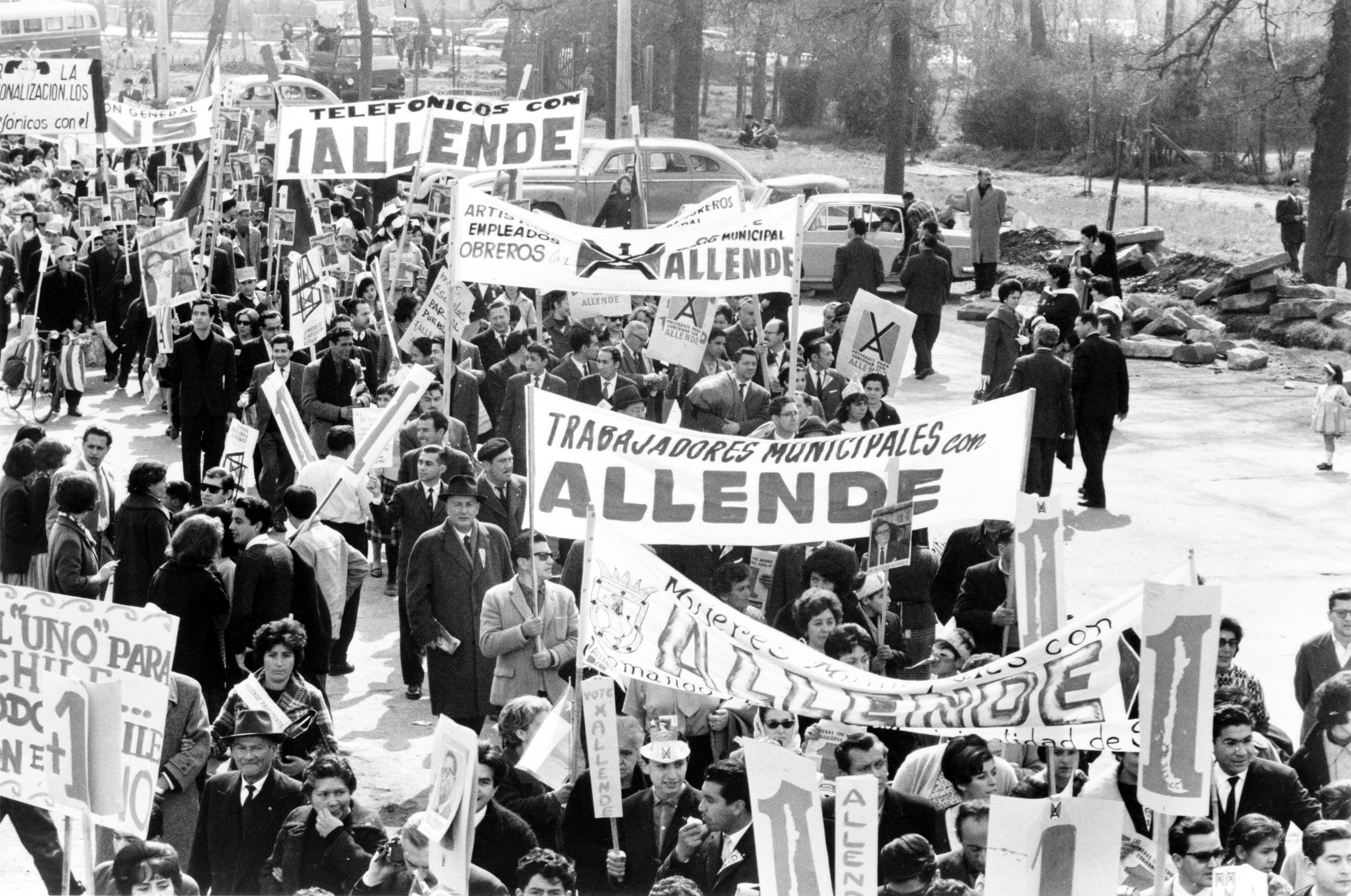
Marcha a favor de Allende en 1964.

Se postuló a la presidencia por tercera vez en la elección de septiembre de 1964, una vez más representado al FRAP. Sin embargo, fue derrotado por el demócrata cristiano Eduardo Frei Montalva.
Por temor a que triunfara Allende, el electorado de derecha se volcó hacia Frei en lugar de al radical Julio Durán, que era su candidato inicial. Enfrentado a dos de los tres tercios de la política chilena, Allende fue derrotado por tercera vez con un 38,92 % de los votos contra el 55,6 % de Frei. Documentos desclasificados muestran que entre 1962 y 1964, la CIA financió la campaña de Frei con 2,6 millones de dólares y gastó 3 millones de dólares en propaganda anti allendista para asustar a electores en contra de la coalición FRAP de Allende. La CIA consideró que su rol en la victoria de Frei fue un gran éxito. La misma CIA argumentó que la ayuda con la estructura organizativa y financiera para la campaña de Frei, el apoyo dado a Durán para que mantuviera su candidatura a sugerencia de Frei (para evitar que un porcentaje de sus electores votaran por Allende), y la propaganda para denigrar a Allende fueron «ingredientes indispensables para el éxito de Frei». La CIA llegó a la conclusión de que, sin la ayuda encubierta de los Estados Unidos, las probabilidades de que Frei triunfara hubieran sido mucho menores y dudaron que el progreso de su campaña electoral hubiera sido tan bueno sin esta ayuda.

### Presidencia del Senado y última senaturía
Era el símbolo nacional del socialismo moderado, llegando a ejercer desde el 27 de diciembre de 1966 como presidente del Senado, de una forma tan ecuánime que, cuando lo abandonó el 15 de mayo de 1969, le rindió un homenaje el diario El Mercurio, de tendencia conservadora.
Lo mandaron después, en las parlamentarias de 1969, a otro matadero electoral: la décima agrupación provincial de Chiloé, Aysén y Magallanes, donde nadie le atribuyó ninguna oportunidad, pero resultó fácilmente elegido, para el periodo 1969-1973. No terminó su período ya que el 3 de noviembre de 1970 asumió la presidencia de la República. Fue reemplazado por Adonis Sepúlveda, que se incorporó al Senado el 21 de mayo de 1971 tras vencer en la elección complementaria realizada en abril.

### Elección presidencial de 1970

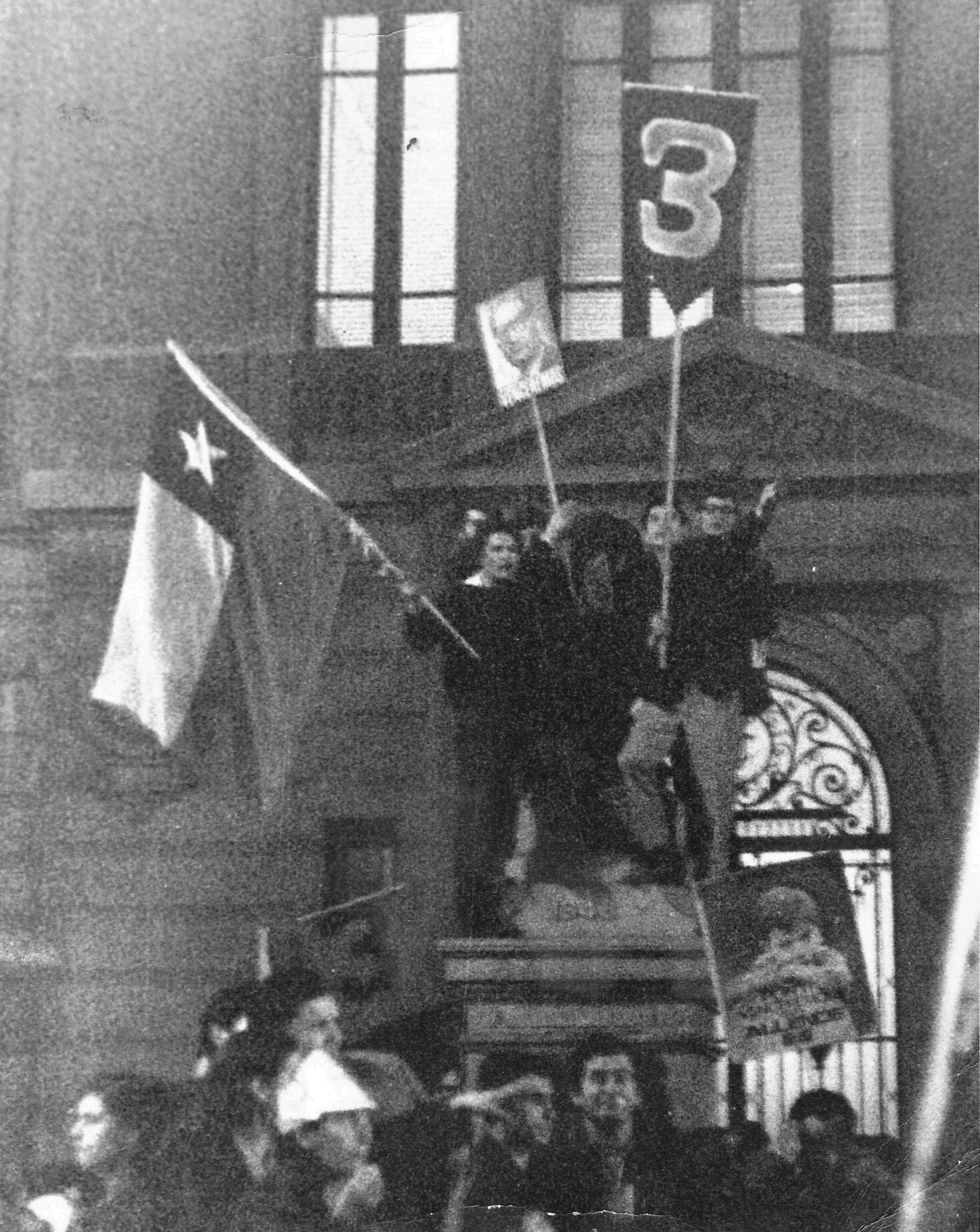
Celebraciones por el triunfo de Allende en las elecciones de 1970. Manifestación frente a la Universidad Católica en la Alameda en Santiago.

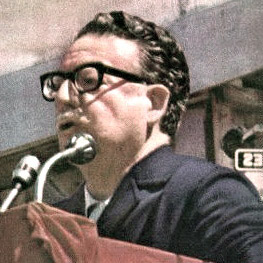
Salvador Allende como candidato presidencial en 1970.

No fue fácil para Allende conseguir la postulación como candidato de la Unidad Popular (integrada por los partidos Socialista, Comunista, Radical, Social Demócrata, MAPU y API). Pesaban sobre él sus tres derrotas y muchos dentro del PS no creían en su vía chilena al socialismo. Pero logró imponerse sobre los demás precandidatos, principalmente por su importante arrastre de votos y por el decisivo apoyo del Partido Comunista (mayor que el del propio partido de Allende).
La campaña presidencial de 1970 fue dura, pero sin violencia. Las primeras encuestas daban por ganador con mayoría absoluta a Jorge Alessandri, candidato de la derecha. Pero su campaña se fue deteriorando, principalmente por su avanzada edad. Se le acusó de senil y de sufrir la enfermedad de Parkinson y su propio comando decidió no hacer concentraciones masivas, con la excepción del cierre de campaña, para no mostrar la edad del candidato.
Seguros de la victoria de Alessandri, sus partidarios se irritaron de sobremanera cuando, en una entrevista de El Mercurio, se le preguntó al general en jefe del ejército, René Schneider, por la actitud de los militares si ninguno de los dos candidatos obtenía mayoría absoluta. Schneider señaló que debía responder el Congreso Pleno, según lo establecido en la Constitución, y que el Ejército se apegaría totalmente a los postulados de la carta fundamental (esta sería la base de la doctrina Schneider). Los alessandristas se irritaron porque la tradición era elegir presidente a quien sacase la primera mayoría simple.
El candidato del Partido Demócrata Cristiano, Radomiro Tomic, tenía un pensamiento orientado hacia la izquierda, lo que le enajenó los votantes de centroderecha que en la elección de 1964 habían dado la victoria a Eduardo Frei Montalva.
Mientras tanto, Estados Unidos no dio apoyo decidido a ningún candidato contrario a Allende, principalmente porque sus propias encuestas mostraban a Alessandri como triunfador. Aunque derivaron algunos fondos a Alessandri, por medio de la compañía ITT (International Telephone & Telegraph; alrededor de 350 000 dólares), tal financiamiento no se compara con el que se le dio durante la campaña de Frei, cuando además existió asistencia electoral.
La CIA afirmó que la campaña de Allende recibió 350 000 dólares de Cuba, mientras que la CIA gastó de 800 000 a 1 000 000 de dólares para manipular el resultado de las elecciones. Un libro escrito bajo la supervisión del Servicio de Inteligencia británico MI6 por Christopher Andrew, en conjunto con el exarchivista soviético Vasili Mitrojin, basado en las notas escritas a mano por este último, sostiene que Allende habría recibido de la Unión Soviética 400 000 dólares para los comicios. Documentos soviéticos muestran que en 1970 los 400 000 dólares fueron entregados al Partido Comunista de Chile por la Unión Soviética. Los partidos de la Unidad Popular también pidieron ayuda a Alemania Oriental, que les otorgó 15 000 dólares y materiales para la campaña.
El 4 de septiembre se celebró la elección presidencial en un clima de orden y tranquilidad y, pasada la medianoche, se supo el resultado de los comicios: Allende: 36,6 %; Alessandri: 34,9 %; y Tomic: 27,8 %. La confianza de los alessandristas se convirtió en miedo a un gobierno socialista, mientras los allendistas e incluso varios democratacristianos salían a la calle a expresar su alegría.
En Washington D. C., Richard Nixon ordenó evitar que Allende asumiera la presidencia. La CIA organizó dos planes para detener la elección de Allende en el Congreso Pleno (el Congreso debía elegir entre las dos más altas mayorías el día 24 de octubre), los que serían conocidos como el Track One y el Track Two:
- El Track One[76] consistía en que el Congreso eligiese a Alessandri: éste renunciaría y se llamaría a nuevas elecciones en que la derecha apoyaría a Eduardo Frei. El plan es conocido también como gambito Frei. Sin embargo, el plan no funcionó. La DC y la UP llegaron a un entendimiento tras el triunfo de esta y se reveló la existencia de un pacto secreto entre los dos candidatos (Tomic y Allende) en el que cada uno reconocía la victoria del otro si la diferencia era mayor a los 5000 votos y, la de Alessandri, solo si éste los superaba a ambos por más de 100 000 votos. Finalmente, la democracia cristiana exigió para su apoyo en el Congreso un Estatuto de Garantías Democráticas que asegurarían que Allende no se saldría de la ley fundamental. El Track One fracasó, quedando entonces el Track Two.
- El Track Two[77] consistía en crear un clima de inestabilidad política, para que las Fuerzas Armadas intervinieran y anularan la elección. Se encargó su ejecución al general Roberto Viaux, cuyo plan era secuestrar al comandante en jefe del Ejército, el general René Schneider, ocultarlo y provocar la situación de inestabilidad. El 22 de octubre se ejecutó el plan, pero el general al intentar defenderse fue disparado por sus asaltantes, quienes huyeron al instante.[78] Su chofer lo llevó al Hospital Militar donde falleció dos días después, el 25.

A las 10:39 del 24 de octubre, se inició la votación del Congreso Pleno, dirigido por el presidente del Senado Tomás Pablo Elorza. Sufragaron 195 parlamentarios: Allende obtuvo 153 votos contra 35 de Jorge Alessandri y 7 en blanco. En consecuencia, el Congreso proclamó a Salvador Allende.

## Presidencia (1970-1973)

### El primer año

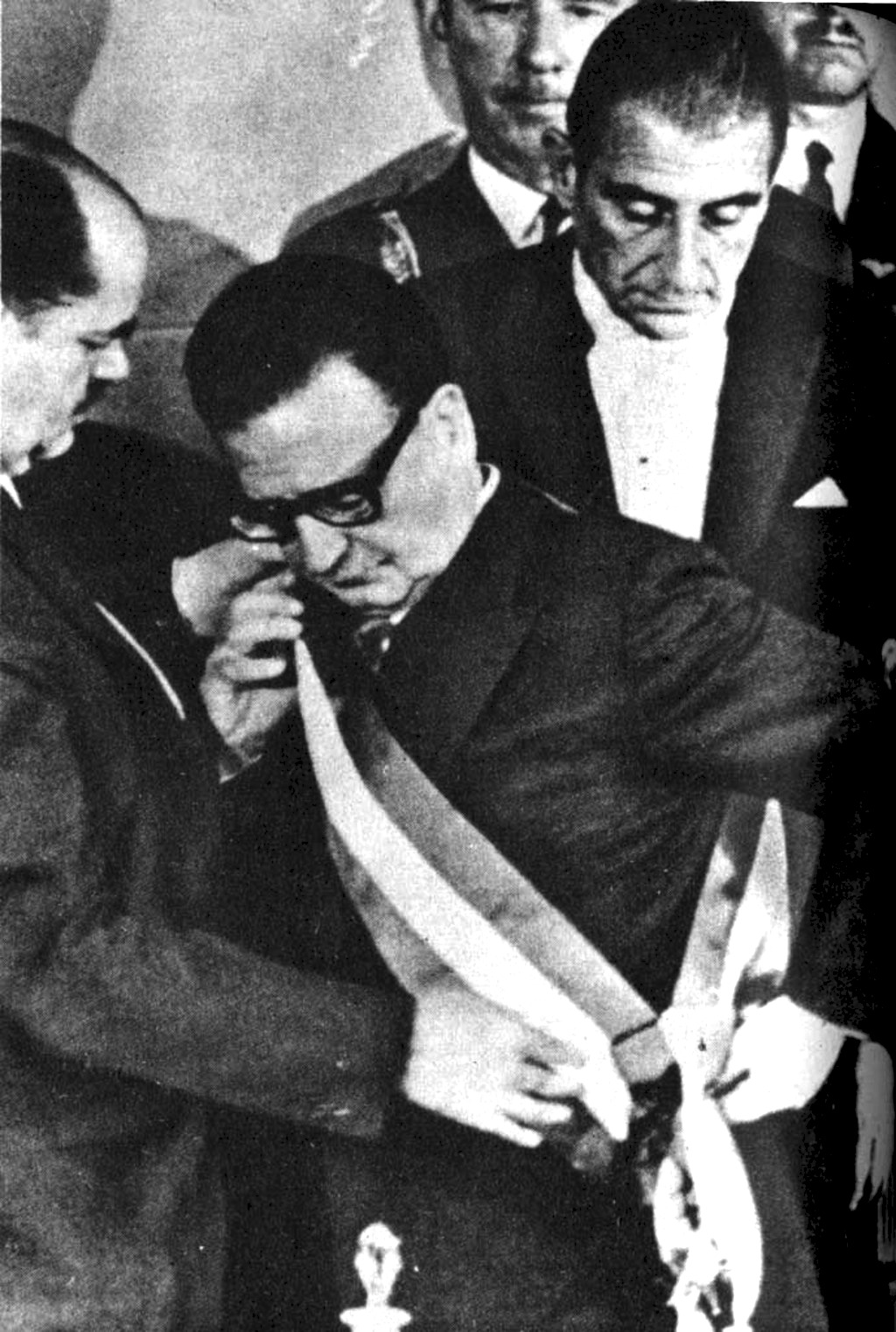
Salvador Allende asume como presidente, el 3 de noviembre de 1970.

El 3 de noviembre, Allende asumió la presidencia en el Congreso Nacional. Después se dirigió a la catedral para asistir al Te Deum ecuménico celebrado por todas las iglesias de Chile.
La cabeza económica del gobierno fue Pedro Vuskovic, que llevaría a cabo el plan de transición del capitalismo al socialismo. El plan de la Unidad Popular para llegar al «socialismo a la chilena» consistía en los siguientes puntos:
- Estatización de las áreas «claves» de la economía.
- Nacionalización de la gran minería del cobre.
- Aceleración de la reforma agraria.
- Congelamiento de los precios de las mercancías.
- Aumento de los salarios de todos los trabajadores, pagándolos con emisión de billetes.
- Modificación (con un clima de euforia económica) de la constitución y creación de una cámara única.

Estas acciones combinaban políticas económicas socialistas (estatizaciones) con otras que se enfocaban a obtener una rápida reactivación económica tras una drástica redistribución de la riqueza. La estatización de las empresas se llevó a cabo con el uso de ciertos «resquicios legales» (el Decreto Ley 520, de 1932), que databan de la República Socialista. El proceso consistía en que cuando alguna empresa considerada clave de la economía detenía la producción, el Estado la podía intervenir para que volviera a producir. El sistema fue juzgado ilegal por la oposición, pero fue sancionado como legal por la Contraloría General de la República.
También se utilizaba el sistema de compras de acciones a través de la CORFO (Corporación de Fomento de la Producción) cuando la empresa era una sociedad anónima.

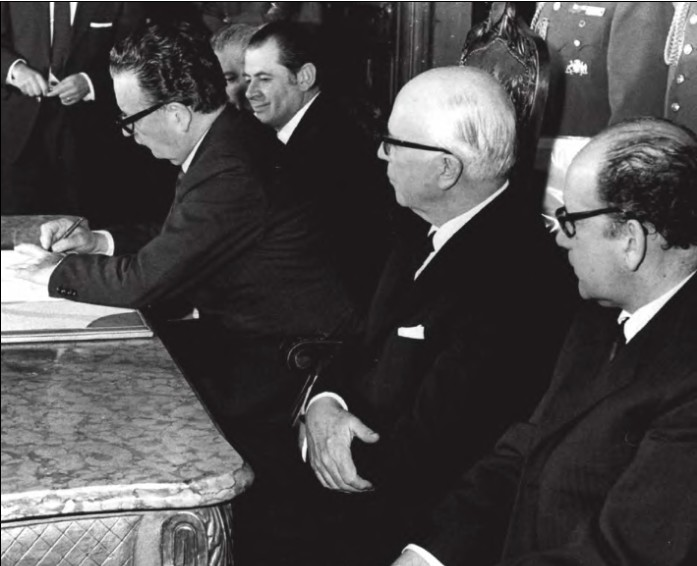
Salvador Allende firma el decreto promulgatorio de la reforma constitucional que da inicio a la nacionalización del cobre.

La nacionalización de la minería se llevó a cabo en cambio con el apoyo unánime de todos los sectores políticos, siendo aprobada su Ley (N.° 17.450 promulgada el 15 de julio) por unanimidad en el Congreso Nacional. A las empresas mineras se les pagaría una indemnización, pero restándole las «utilidades excesivas» que habrían obtenido durante los últimos años, debido a que pagaban bajos impuestos según el criterio de una rentabilidad «razonable» del 10 % a partir de 1955. Por este sistema, las empresas estadounidenses Anaconda y Kennecott no recibieron un solo peso, y terminaron debiéndole al Estado chileno cifras millonarias. En un discurso durante su visita a Nueva York en 1972 en el marco de una reunión ante las Naciones Unidas, Allende respaldaba la nacionalización del cobre argumentando que las empresas mineras norteamericanas Kennecott y Anaconda habían obtenido ganancias cercanas a los cuatro mil millones de dólares en las últimas décadas.
Estas acciones del gobierno de Allende motivarían a Richard Nixon y su secretario de Estado, Henry Kissinger, a promover un boicot contra el gobierno de Allende mediante la negación de créditos externos. Por su parte, las compañías del cobre pidieron un embargo al cobre chileno en las cortes europeas. Dos años después del golpe militar que puso fin al gobierno de Allende, la Junta Militar de Gobierno pagó una indemnización de 250 millones de dólares a la empresa Anaconda, propiedad de la familia Rockefeller.
Obligado a buscar fuentes alternativas de comercio y finanzas, Chile obtuvo compromisos de la Unión Soviética para invertir unos $ 400 millones en Chile en los próximos seis años.
El gobierno de Allende estaba decepcionado de haber recibido mucha menos ayuda económica de la Unión Soviética de lo que esperaba. El comercio entre los dos países no aumentó significativamente y los créditos se vincularon principalmente a la compra de equipos soviéticos. Además, los créditos de Rusia fueron mucho menores que los proporcionados por China y los países de Europa del Este. Cuando Allende visitó la Unión Soviética a fines de 1972 en busca de más ayuda y líneas de crédito adicionales, fue rechazado.
El historiador Christopher Andrew afirma, basándose en las notas escritas a mano del presunto archivero de la KGB Vasili Mitrojin, que Allende estaba conectado con la KGB. Sin embargo, la creencia de que Allende era un agente de la KGB no es universal.
Las declaraciones del General de la KGB Nikolái Leonov, exjefe Adjunto de la Primera Dirección Principal del Comité de Seguridad del Estado de la KGB, establecen que la Unión Soviética apoyó al gobierno de Allende económica, política y militarmente. Leonov declaró en una entrevista en el Centro de Estudios Públicos (CEP) que el apoyo económico soviético incluyó más de $100 millones en crédito, tres barcos de pesca (que distribuyeron 17.000 toneladas de pescado congelado a la población), fábricas (como ayuda después del Terremoto de Illapel de 1971), 3.100 tractores, 74.000 toneladas de trigo y más de un millón de latas de leche condensada.
Para profundizar la reforma agraria, se siguió utilizando la ley de reforma agraria de Eduardo Frei, que tenía varios vacíos legales que la Unidad Popular aprovechó, propiciando la «toma de tierras» por los campesinos, haciendo que la Corporación de la Reforma Agraria (CORA) expropiara las fincas. A finales de 1971, se llevó a cabo la expropiación de más de 2 millones de hectáreas. Estas tomas de terreno empezaron a adquirir ribetes más y más violentos por los enfrentamientos entre terratenientes y campesinos. El primer muerto fue Rolando Matus, pequeño agricultor que murió a balazos cuando defendía una propiedad mínima en el sur de Chile contra quienes intentaban ocuparla por la fuerza. La derecha lo convirtió en un mártir, bautizando con su nombre a una de las brigadas de choque.[cita requerida]

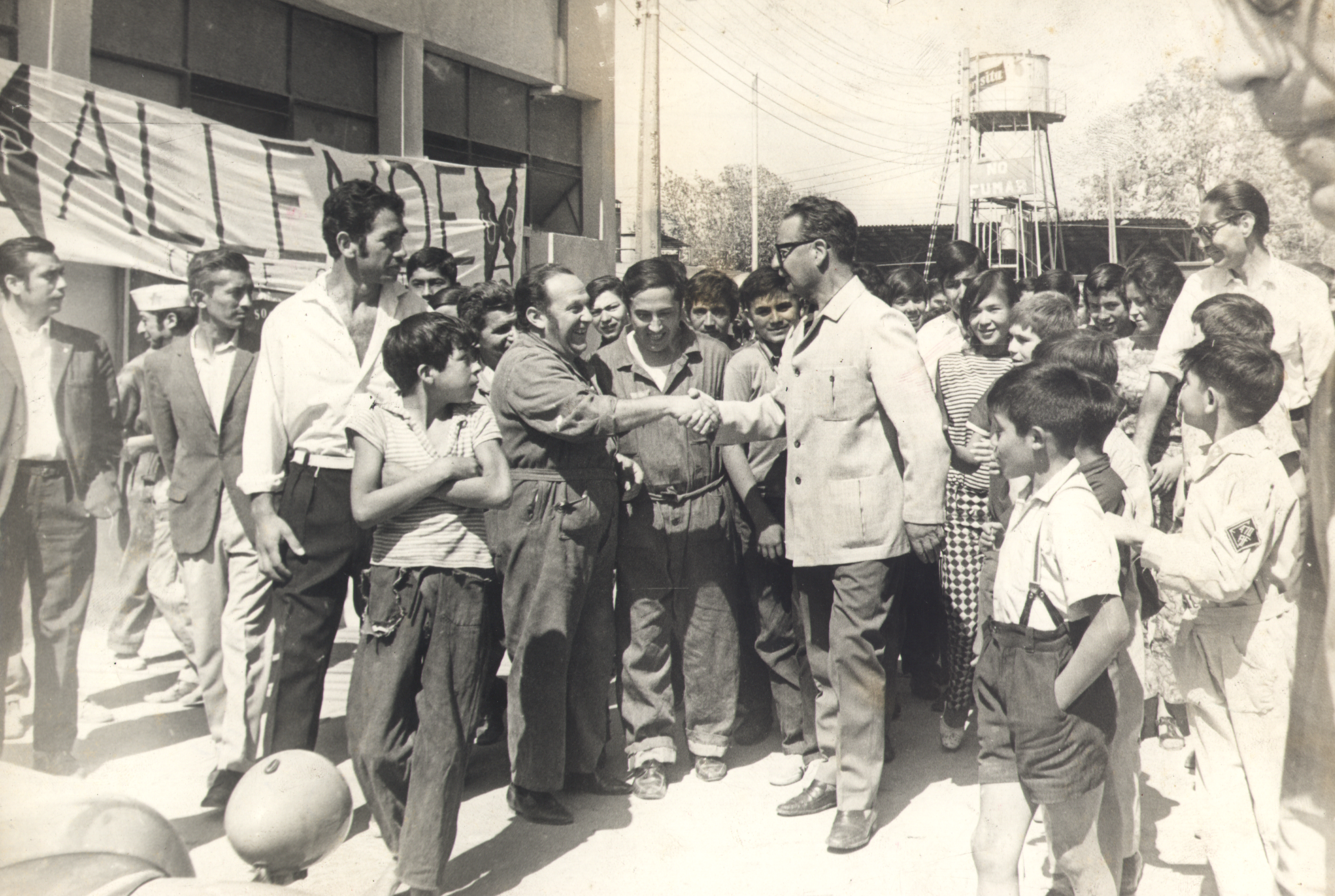
Allende en 1972.

La congelación de precios y el aumento de sueldos debieron provocar inflación, pero en Chile un 20 % de la capacidad productiva estaba ociosa y, antes de subir los precios, los comerciantes aprovecharon esa capacidad generando crecimiento económico. Además, en el pensamiento de los economistas de la Unidad Popular, las emisiones de dinero tenían un lapso de tiempo durante el cual no producían inflación, al menos momentáneamente. Y funcionó, al menos el primer año, en que se dobló el dinero, la inflación fue baja y el PIB creció un 8 %.
También ayudó a la promoción de la UP que el poeta nacional Pablo Neruda, militante comunista, obtuviera el Premio Nobel de Literatura ese mismo año. Con este clima, la Unidad Popular alcanzó un 49,73 % de los votos en las elecciones municipales de abril de 1971.
Al finalizar el año 1971, aparecerían los primeros problemas económicos. El déficit presupuestario creció a un ritmo acelerado, del 3,5 % del PGB en 1970 pasó al 9,8 % en 1971; la política monetaria se descontrola al crecer en un 124 % el crédito del sector público; cae el nivel de reservas internacionales de 394 millones de dólares (1970) a 163 (1971), por lo que el gobierno de la Unidad Popular suspende el servicio de la deuda externa; la balanza comercial pasó de un superávit de 95 millones al iniciar el gobierno a un déficit de 90 millones, tras la abrupta caída del precio del cobre; a causa del incremento de los salarios reales y los controles de precio, se produjo una contracción de las utilidades corporativas; aparecen las primeras señales de desabastecimiento en el segundo trimestre de 1971, que concluyó lamentablemente con la aparición de un floreciente mercado negro.
A finales de ese año, Fidel Castro visitó Chile por tres semanas. Recorrió todo el país por casi un mes, lo que molestó a los opositores de la Unidad Popular. Es también en esa fecha donde se empiezan a ver los primeros síntomas del desabastecimiento, en especial de azúcar. En privado, el líder revolucionario cubano manifestó su escepticismo ante la vía pacífica de Allende.[cita requerida]

Miles de mujeres opositoras salieron a las calles a protestar haciendo sonar cacerolas vacías en reclamo por la falta de alimentos, los llamados «cacerolazos». En el acto de despedida del Estadio Nacional, el dictador cubano dijo que él y su comitiva
«no veníamos a aprender cosas caducas en la historia... ya aprendimos bastante de las libertades burguesas y capitalistas».
Y agregó:
«No estamos completamente seguros que en este singular proceso el pueblo chileno haya estado aprendiendo más rápidamente que los reaccionarios».

### Política exterior del gobierno

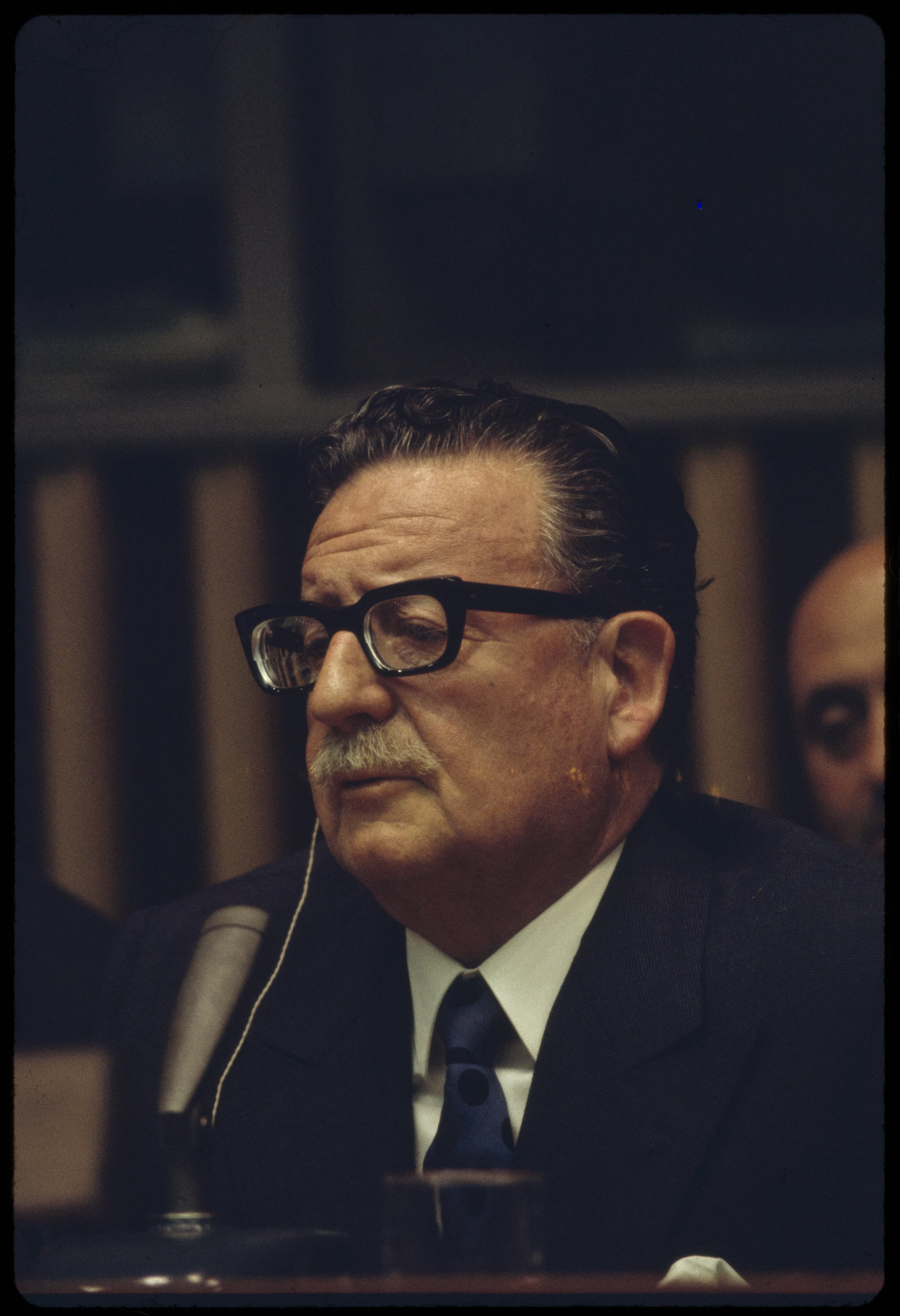
El Presidente Salvador Allende durante la 27° Asamblea General de Naciones Unidas, en Nueva York, Estados Unidos, el 4 de septiembre de 1972.

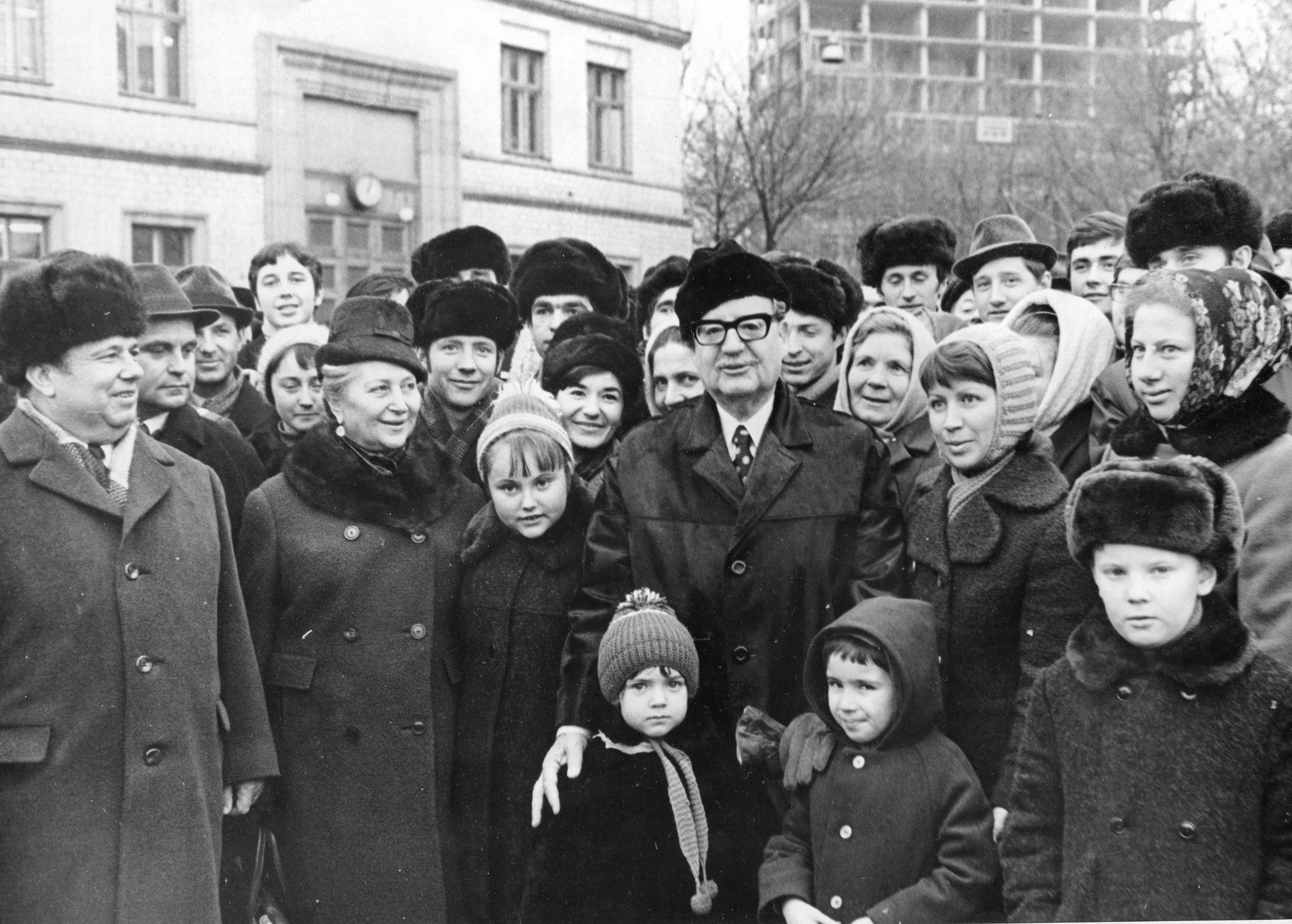
Durante su visita a la Unión Soviética en 1972, violando el protocolo, el presidente Allende detuvo la caravana en la Plaza de la Gloria de Kiev (actual capital de Ucrania) para hablar con los ciudadanos.

Salvador Allende asumió el cargo en un contexto internacional difícil. En 1970, Chile estaba alineado con Estados Unidos. En el resto de América Latina, Brasil, Argentina y Bolivia estaban gobernados por dictaduras militares conservadoras (a las que pronto se sumaría Uruguay). Colombia y Venezuela también tienen gobiernos conservadores, pero elegidos democráticamente. Sólo Cuba, Perú y México ven con simpatía el experimento socialista chileno. Bajo la presidencia de Allende, Chile se adhirió al Movimiento de Países No Alineados, una posición que entonces era casi única en América Latina.
Chile, que hasta entonces había sido quisquilloso con las fronteras ideológicas, diversificó sus relaciones diplomáticas y comerciales, independientemente del régimen político interno de cada país. El gobierno estableció relaciones diplomáticas con dos países latinoamericanos (Cuba y Guyana), siete países africanos (Congo, Guinea Ecuatorial, Libia, Madagascar, Nigeria, Tanzania y Zaire), tres países europeos (Albania, Alemania Oriental y Hungría) y siete países asiáticos (Afganistán, Bangladés, Camboya, Corea del Norte, China, Mongolia, Vietnam del Sur y Vietnam del Norte). No rompe con ningún país.
Trata de promover la integración latinoamericana. En el Consejo Económico y Social de América Latina de 1971, el representante chileno Gonzalo Martner García formuló cuatro grandes propuestas, resumidas por el historiador Jorge Magasich: «1) pedir a Estados Unidos una moratoria de la deuda externa durante una década para destinar esas sumas a políticas de desarrollo; 2) crear un banco central latinoamericano que "invierta las reservas de América Latina, el 70 % de las cuales están en Estados Unidos", que reciba "los depósitos y activos de la región" y que coordine las operaciones de los bancos centrales para proteger a la región de las turbulencias financieras..."; 3) Promover la creación de un fondo global de tecnología para el desarrollo, alimentado por contribuciones obligatorias de licencias, procesos industriales y otros fondos para la investigación, a fin de limitar los abusos asociados a la propiedad tecnológica; 4) Crear una organización latinoamericana para el desarrollo de la ciencia y la tecnología adecuada a la región».
Comenzó a negociar con Bolivia sobre el litigio histórico entre ambos países (este último se vio privado de acceso al mar desde la Guerra del Pacífico entre 1879 y 1884) y acogió la demanda marítima boliviana. Sin embargo, las relaciones volvieron a tensarse tras el golpe de Estado del general boliviano Hugo Banzer en agosto de 1971. Al mismo tiempo, Chile concedió asilo a miles de exiliados políticos de países latinoamericanos en dictadura.
Salvador Allende rechazó abiertamente la influencia de la Organización de Estados Americanos (OEA), organismo cercano al gobierno estadounidense, y del Acuerdo General sobre Aranceles y Comercio (GATT), que favorecía los intereses de los países más poderosos. Por otro lado, es un ferviente defensor de la Conferencia de las Naciones Unidas sobre Comercio y Desarrollo (UNCTAD), que considera más representativa ya que permite negociar las cuestiones económicas y comerciales en igualdad de condiciones jurídicas. En un discurso ante la UNCTAD III, también advirtió de la política de Estados Unidos, Japón y la Comunidad Económica Europea de eliminar progresivamente los obstáculos al libre comercio. Expresó que «la liberación del comercio (...) borra de un plumazo los beneficios que el Sistema de Preferencias Generalizadas aporta a los países en desarrollo».

### Polarización de la sociedad chilena

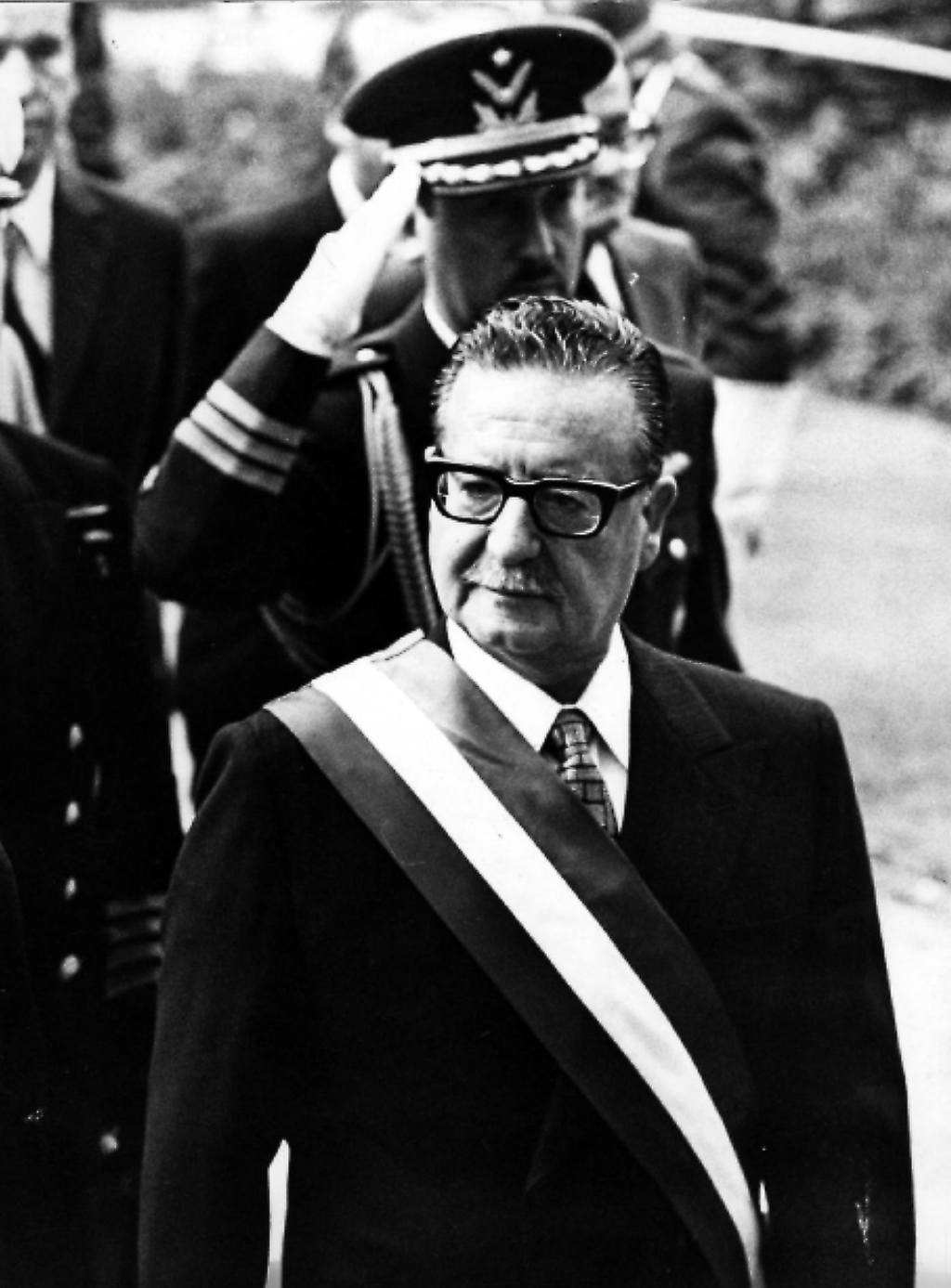
Salvador Allende con la banda presidencial.

La Democracia Cristiana, por el programa de Radomiro Tomic, tuvo un acercamiento inicial con la Unidad Popular; pero se alejó a causa del asesinato del exministro de Frei, Edmundo Pérez Zujovic, por el grupo VOP (Vanguardia Organizada del Pueblo), de tendencia ultraizquierdista, en junio de 1971. A esto se sumó su baja en las elecciones, y los ataques en su contra de la prensa oficialista.
La Democracia Cristiana se acercó entonces al Partido Nacional, de derecha, el cual había sido muy crítico del gobierno de Frei Montalva. Su primera acción conjunta se dio en la elección complementaria de un diputado en Valparaíso, en la que el candidato de la DC Óscar Marín ganó con el apoyo del PN. No obstante, la alianza no se consolidó de inmediato, puesto que la DC se negó a apoyar la acusación constitucional del PN contra el ministro de Economía, por el traspaso de empresas privadas al Estado de manera —que ellos consideraban— ilegal.
Tras tres intentos fallidos de acusaciones, los partidos de oposición se entendieron para realizar una acusación constitucional contra el ministro del Interior José Tohá, por su responsabilidad en los hechos de violencia. Acusaciones parecidas había planteado el PN contra los ministros, pero la DC se había negado a seguirlos hasta entonces.
Allende removió a Tohá del Ministerio del Interior, pero lo colocó inmediatamente en la cartera de Defensa, en un acto considerado por la oposición como una provocación hacia el Congreso, aunque legalmente inobjetable. La alianza DC-PN se consolidó con las elecciones complementarias de diputado en Linares y de senador en las provincias de O’Higgins y Colchagua de enero de 1972. En Linares, la DC apoyó al nacional Sergio Diez, mientras que en la senaduría, el PN apoyó al democratacristiano Rafael Moreno.
En el aspecto legal, la DC y el PN aprobaron una reforma constitucional (Proyecto Hamilton-Fuentealba) que definió las tres áreas clave de la economía y colocó trabas al plan estatizador de la Unidad Popular, dejando sin efecto las estatizaciones y requisaciones efectuadas con anterioridad al filo de la ley. El presidente vetó el proyecto y la insistencia del Senado por aprobarlo creó un conflicto institucional.
En aquel momento se agudiza la violencia política. El MIR intensificó sus acciones, como por ejemplo las tomas de tierras y fábricas, en las cuales el Gobierno se negó a usar la fuerza policial. En la extrema derecha, como respuesta, surgió el grupo ultranacionalista Patria y Libertad, que intensificó sus acciones de sabotaje y barricadas. Paralelamente, las manifestaciones a favor o en contra del Gobierno continuaban sucediéndose, llegando a producirse graves enfrentamientos callejeros. Las brigadas de la lucha callejera empezaron a implantar un clima de intolerancia en el país.
La oposición se volvió más fuerte con el apoyo de la prensa opositora, parte de la cual era financiada por la CIA. Los diarios El Mercurio, La Segunda, La Tercera, Las Últimas Noticias, La Prensa de Santiago, La Tarde y Tribuna atacaron sin cesar al Gobierno. La prensa oficialista también participó de este ambiente de enfrentamiento y descalificación. Destacan en la lista La Nación, Las Noticias de Última Hora, El Siglo, Clarín y Puro Chile.
Los medios opositores y los gremios empresariales levantaron como bandera de su lucha a la Compañía Manufacturera de Papeles y Cartones (más conocida como La Papelera), empresa proveedora y distribuidora de papel. Con su estatización, la oposición temía que el Gobierno pudiera controlar la prensa opositora y callar sus demandas. Aquí se trataba de un intento de ahogo financiero para estatizarla, pues los trabajadores de la compañía se negaban a entrar en el área social de la economía como quería el gobierno.

### Desequilibrios económicos

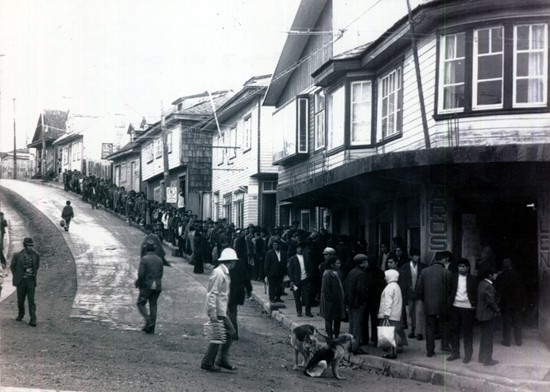
Colas debido al desabastecimiento de productos durante el gobierno de Salvador Allende en 1972.

La economía había dejado de crecer. El incremento de las remuneraciones del sector público, la expansión de los subsidios a las empresas públicas y el deterioro de la recaudación tributaria, no adaptada a un ambiente inflacionario, generan un creciente déficit público de magnitud impresionante. Todo este gasto se financió mediante emisiones monetarias inorgánicas del Banco Central. El resultado fue un incremento de la cantidad total de dinero circulante del 173 % en 1972 al 413 % en 1973. La contracción del país llegó a ser de un –1,21 % en 1972 y un –5,57 % en 1973, la inflación llegó en 1972 a un 225 % y en 1973 a un 606 %, el más alto en la historia de Chile, cayeron los salarios reales un –11,3 % en 1972 y un –38,6 % en 1973, el déficit llegó al 25 % del PGB y la deuda externa aumentó a 253 millones de dólares.
La fijación oficial de precios trajo consigo la escasez y el «mercado negro», donde se vendían los productos a precios multiplicados. La fijación gubernamental de precios —prohibiendo el sistema de precios libre— y el estancamiento económico causaron la desaparición de productos básicos de consumo en almacenes y supermercados, provocando largas colas de gente para obtener sus mercancías. El Gobierno argumentó que la escasez y el mercado negro eran causados por la acción de grupos reaccionarios y «enemigos del pueblo». Trabajadores y sindicatos también participaron del mercado negro, pues exigían parte de sus remuneraciones en especie, para venderlas después en el mercado negro.
Para enfrentar el desabastecimiento, el Gobierno creó las JAP (Juntas de Abastecimiento y Precios), que repartiría canastas de mercaderías de acuerdo con las necesidades reales de las familias. Junto con ello se creó, a finales de 1972, la Secretaría Nacional de Distribución, que centralizaría el comercio mayorista. Estos anuncios aumentaron el problema, puesto que las familias se trataron de aprovisionar de todo producto de consumo para enfrentar el futuro racionamiento. Las nuevas instituciones resultaron ineficaces por sí mismas, pues no existía la infraestructura necesaria para aplicar aquel sistema de racionamiento.

### El paro de octubre
La grave situación económica y el temor de ser estatizados llevaron a la Agrupación de Dueños de Camiones liderados por León Vilarín, con el apoyo de otros gremios, a realizar un paro nacional en octubre, agravándose aún más los problemas de distribución. El paro contó con el apoyo monetario de la CIA, que conspiraba para hacer caer el gobierno de Allende, entregando también recursos a diarios opositores, principalmente a El Mercurio. La oposición y otros gremios profesionales se plegaron a la movilización, adhiriéndose ingenieros, abogados, odontólogos, médicos, profesores, estudiantes y muchos más, quedando el país virtualmente paralizado.
Los camioneros enviaron sus demandas en lo que se conoció como el pliego de Chile, donde se exigía el fin de las clausuras radiales, la banca única, el "fin a la paulatina asfixia económica de la Papelera", y otras peticiones similares.
El paro se detuvo con el ingreso de miembros de las Fuerzas Armadas a los Ministerios: el comandante en jefe del ejército Carlos Prats, en Interior; el contralmirante Ismael Huerta en Obras Públicas, y el general de Brigada Claudio Sepúlveda en Minería. Este gabinete duró hasta las elecciones parlamentarias de marzo de 1973.

### Imagen pública
El sociólogo Eduardo Hamuy realizó tres encuestas de opinión pública durante el gobierno de Salvador Allende en Santiago de Chile. La aprobación de Allende fue de 64,1 %, 40,8 % y 49,6 % en abril de 1972, enero de 1973 y febrero de 1973 respectivamente.

## En camino hacia el golpe de Estado

### Antecedentes

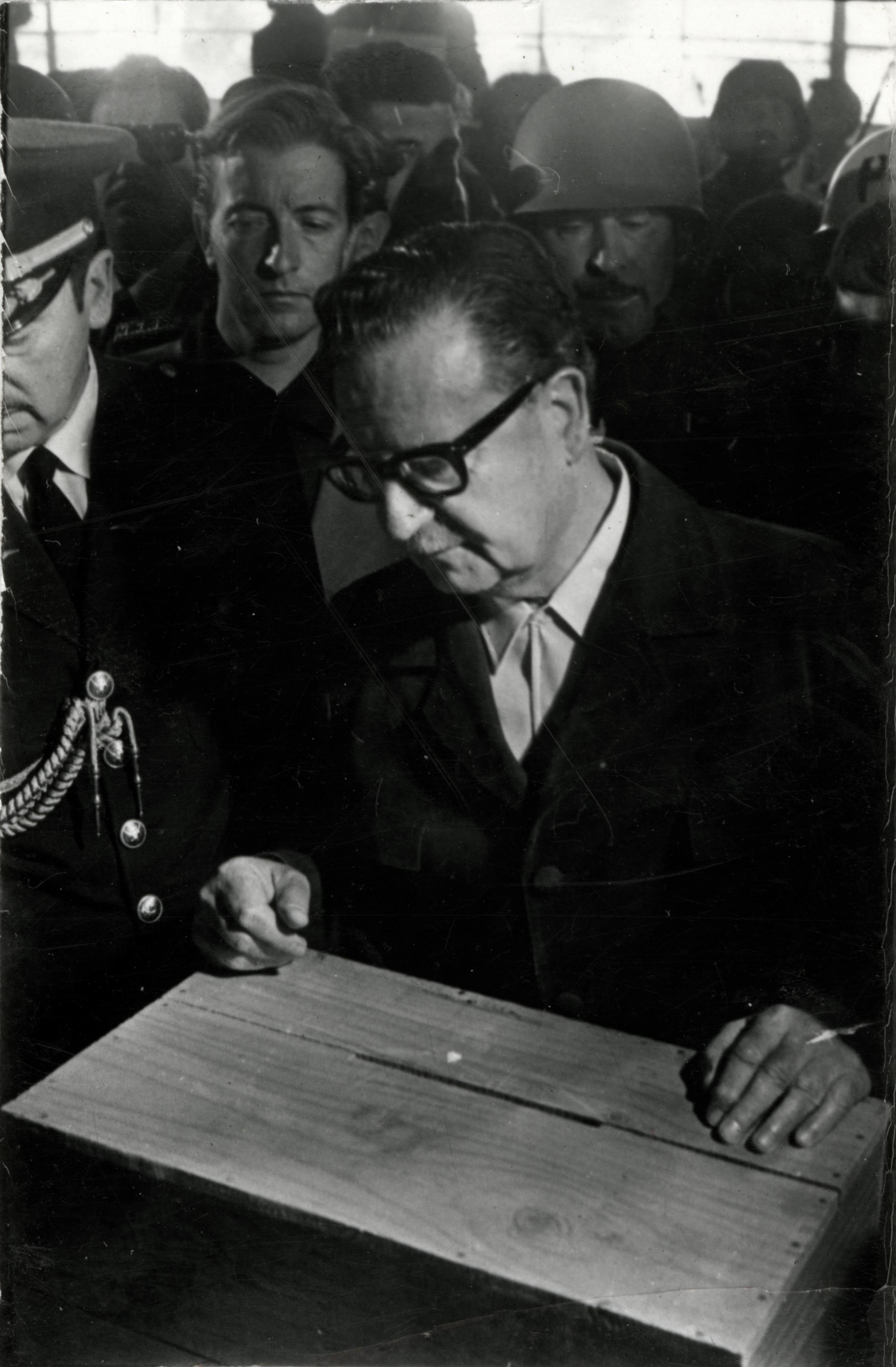
Salvador Allende votando en las elecciones parlamentarias de 1973.

En marzo de 1973, se produjeron las elecciones parlamentarias. La oposición, agrupada en la CODE (Confederación de la Democracia), deseaba obtener dos tercios del Congreso. Si lo lograba, podría emitir una acusación constitucional contra Allende y destituirlo de la presidencia, pero la UP logró el 43,5 % de los votos y la CODE el 54,6 %. Los partidos de la Unidad Popular, al presentarse en una lista única, consiguieron aumentar su representación en tres diputados y un senador.
Allende, buscando una solución a la crisis, intentó un acercamiento con la DC que no fructificó.
No se concretaron acuerdos con la Democracia Cristiana (DC) debido a la oposición del Partido Socialista (PS), aunque el Partido Comunista, compañero de coalición, intentó que se produjese el entendimiento. El PS, junto a Carlos Altamirano, comenzó a crear graves problemas a Allende con sus acciones y discursos encendidos.
Otro intento de acercamiento fue propuesto por el cardenal Raúl Silva Henríquez, propiciando un diálogo entre Allende y el presidente de la DC Patricio Aylwin, para buscar un acuerdo que pudiera hacer superar esta situación. Pero el diálogo no prosperó. Según el cardenal, el fracaso en la búsqueda de consenso se debió a la intransigencia de la UP, y a la oposición al diálogo que manifestó Eduardo Frei, y la exigencia de Patricio Aylwin de ministros militares con poderes muy amplios, que dejarían fuera del poder a los partidos de la UP.
Allende consideraba que si el golpe de Estado todavía no se daba, era porque el recuerdo del comandante René Schneider y su doctrina (según la cual las Fuerzas Armadas deben apegarse estrictamente a la Constitución y las leyes) lo detenía. Sectores civiles opositores, en especial mujeres, se manifestaron frente a los cuarteles arrojando trigo y maíz, insinuándoles que eran gallinas. Sin embargo, el comandante en jefe era Carlos Prats, quien no se hubiera plegado a un golpe de Estado, por lo que si las otras ramas de las fuerzas armadas lo intentaban, se podrían en algún momento enfrentar al Ejército y devenir en una guerra civil. El Partido Comunista lanzó en consecuencia su campaña «No a la Guerra Civil».
La violencia callejera se volvió cada vez más intensa, acercándose a la barrera de los cien muertos por violencia política durante el gobierno de Allende. Un nuevo foco de violencia se creó entre el estudiantado por el proyecto de la Escuela Nacional Unificada (ENU), el que deseaba cambiar la educación en Chile: de una basada en los valores del capitalismo a una con valores del «hombre nuevo» del socialismo. Este plan también integraría una «educación permanente» y, aunque el proyecto se encontraba «en pañales», se produjo una violenta reacción de sectores estudiantiles liderados por fuerzas de derecha. La FEUC (Federación de Estudiantes de la Universidad Católica) llamó a defender la libertad educacional contra el «instrumento de concientización política del marxismo», por lo que se enfrentaron en luchas callejeras con agrupaciones de las Juventudes Socialista y Comunista. La FESES (Federación de Estudiantes Secundarios de Santiago) se dividió entre los que apoyaban la ENU, entre ellos el dirigente Camilo Escalona, y los que la rechazaban, encabezados por Miguel Salazar. Finalmente, el proyecto fue retardado por petición del cardenal y por la fuerte oposición que encontró en los oficiales de la Armada, que el ministro de educación había intentado convencer de las ventajas de la ENU.
El 17 de abril se inició una huelga en la mina El Teniente con motivo de la fórmula de sus reajustes salariales, que alcanzó a durar 74 días. Tras el estallido de enfrentamientos violentos en las calles, la zona del mineral en huelga llegó a ser declarada zona de emergencia. La oposición apoyó el paro y destituyó a los ministros Figueroa y Bitar, acusándoles de transgredir el estatuto de los trabajadores del cobre.
El 27 de junio, el general Carlos Prats se vio envuelto en un confuso incidente ocurrido mientras viajaba en su vehículo, cuando desde otro automóvil comenzaron a insultarlo. Al no lograr evadirlo y recordando lo ocurrido con el general Schneider, le disparó al automóvil. Al comprobar que el conductor del vehículo era una mujer y ante la presencia de la prensa, Prats se retiró hacia La Moneda, donde le presentó su renuncia a Allende, quien se la rechazó.
El 29 de junio, el regimiento blindado N.° 2, al mando del coronel Roberto Souper, protagonizó un levantamiento militar contra el Gobierno, usando varios tanques, un porta tanques y dos camiones con cuarenta hombres cada uno. Los sublevados intentaron tomar el Palacio de la Moneda, enfrentándose a las Fuerzas de la Guarnición dirigidas por el comandante en jefe Carlos Prats en persona, el cual puso en riesgo su vida para obtener la rendición de los sublevados. Los miembros de Patria y Libertad, que estimularon el golpe, se asilaron en la embajada ecuatoriana. El resultado final de este intento fue conocido como el «tanquetazo», que dejó 22 muertos y 32 heridos, de los cuales gran parte fueron civiles.
A mediados de 1973, la URSS había aprobado la entrega de armas (artillería, tanques) al Ejército de Chile. Sin embargo, cuando las noticias del intento del Ejército de deponer a Allende a través de un golpe de Estado llegaron a los funcionarios soviéticos, el envío fue redirigido a otro país.
El 27 de julio fue asesinado el edecán naval del Presidente, capitán de navío Arturo Araya, por parte de un comando de Patria y Libertad. El crimen conmovió al país, pero pasó a un segundo plano cuando el 7 de agosto la Armada comunicó haber descubierto un intento de infiltración en sus filas. Los detenidos declararon que planeaban tomarse la escuadra para el día 8 de agosto, matar a los oficiales y suboficiales que no se les sumaran y bombardear Valparaíso. También confesaron que realizaban reuniones periódicas a las que asistían Carlos Altamirano, Óscar Garretón y Miguel Enríquez. Pronto surgió otra versión, en la cual los marineros detenidos se habían reunido con los líderes de izquierda para denunciar los intentos golpistas en la Armada y que las confesiones habían sido obtenidas a base de torturas. La Fiscalía Naval pidió el desafuero de los líderes del PS y el MAPU por exhortar a la tropa a la desobediencia, petición que debía verse el 11 de septiembre en la Corte de Apelaciones de Valparaíso.
El 9 de agosto, Allende llamó nuevamente a los uniformados a integrar el gabinete, en esta ocasión con los cuatro miembros máximos de las Fuerzas Armadas, Carlos Prats (Defensa), Raúl Montero Cornejo (Hacienda), César Ruiz Danyau (Obras Públicas y Transportes) y José María Sepúlveda (Tierras y Colonización), en lo que denominó como «Gabinete de Salvación Nacional». El gabinete buscó solucionar un nuevo paro de los transportistas, que acusaban al Gobierno de no cumplir los compromisos adquiridos tras el paro de octubre, iniciado el 25 de julio. El paro estaba causando graves problemas de desabastecimiento, que duraron hasta el fin del gobierno de Allende. El presidente mismo llegó a anunciar, el 6 de septiembre, que solo quedaba harina para tres o cuatro días. El general Ruiz renunció a su cargo ministerial, argumentando que no poseía las suficientes facultades para terminar con el paro. Allende exigió su renuncia a ambos cargos, ministro y comandante en Jefe, asumiendo en su lugar el cargo militar el general Gustavo Leigh.

### Crisis institucional
El Ejecutivo había comenzado a desarrollar un profundo conflicto con el Judicial, que había ordenado la devolución de varias empresas a sus propietarios, con especial fuerza desde mediados de 1972, al anunciar medidas precautorias en favor del patrimonio de los dueños afectados. En enero de 1973, el intendente de Santiago anunció que «no se concederá la fuerza pública para los desalojos ordenados por diversos tribunales de industrias que estén intervenidas». El 12 de abril, la Corte Suprema dirigió un oficio al Presidente haciéndole ver que la conducta del intendente «adquiere todos los contornos de una crisis del ordenamiento legal, porque la decisión arbitraria y unipersonal de un funcionario administrativo, enfrenta el veredicto de un Poder del Estado». Ante la continua negativa de los funcionarios de la Unidad Popular por hacer cumplir las resoluciones judiciales, la Corte Suprema envió dos nuevos oficios en mayo, haciendo presente al Presidente por «enésima vez la actitud ilegal de la autoridad administrativa en la ilícita intromisión en asuntos judiciales». La Corte terminaba anunciando que la actitud del mandatario representaba «una perentoria o inminente quiebre de la juridicidad del país».

Los partidarios del gobierno iniciaron una campaña atacando a los «viejos de mierda» del Poder Judicial. Allende respondió en junio a la Corte Suprema, argumentando que las autoridades no podían prestar amparo policial de forma indiscriminada, pues ello podía conducir a situaciones que atentarían contra la paz social y el orden público, de allí que las autoridades se vean constreñidas a sopesar el uso de la fuerza pública. Concluyó diciendo que existe una:
«manifiesta incomprensión por parte de algunos sectores del Poder Judicial [...] del proceso de transformación que vive el país y que expresa los anhelos de justicia social de grandes masas postergadas, lleva en la práctica a que tanto la ley como los procedimientos judiciales sean puestos al servicio de los intereses afectados por las transformaciones».
La Corte consideró que la respuesta del mandatario distorsionaba la ley, exageraba la trascendencia de la tarea administrativa y rebajaba la función judicial, acusando a esa carta de ser «un intento de someter el libre criterio del Poder Judicial a las necesidades políticas del Gobierno, mediante la búsqueda de interpretaciones forzadas para los preceptos de la Constitución y de las leyes».
El Partido Nacional buscó destituir de manera legal al presidente usando el artículo 43 de la Constitución, con el fin de llamar impedido al presidente y convocar a nuevas elecciones. La Democracia Cristiana dudaba de la constitucionalidad de la maniobra, pero fueron convencidos por el senador Luis Bossay para aplicar otra provisión constitucional, sobre las facultades fiscalizadoras de la Cámara, para tomar un acuerdo que fuese comunicado al presidente y sus ministros. El 22 de agosto, la Cámara de Diputados aprobó el Acuerdo sobre el grave quebrantamiento del orden institucional y legal de la República, en que se acusaba al Gobierno de haber incurrido en diversas violaciones tales como aplicar medidas de control económico y político para luego instaurar un sistema totalitario, violar garantías constitucionales, dirigir una campaña de difamación contra la Corte Suprema, violar la libertad de expresión, reprimir con violencia a los opositores e intentar infiltrar políticamente a las Fuerzas Armadas. Terminaba el acuerdo haciendo un llamado a los ministros militares para que pusiesen inmediato fin a las situaciones referidas.
A la declaración de la Cámara se sumó la opinión de algunos gremios. El Colegio Médico remitió una carta al Presidente, solicitándole su renuncia, y el Colegio de Abogados declaró que las circunstancias creaban impedimentos «que dificultan el desempeño del Presidente de la República en los términos, con las prerrogativas y con la dignidad que la Constitución Política del Estado le confiere al cargo».

### Sucesos anteriores al golpe de Estado
El golpe fue planeado por prácticamente toda la plana superior de la Armada, salvo el almirante Raúl Montero, pero este se encontraba aislado y la Armada obedecía al vicealmirante José Toribio Merino. Lo mismo sucedía en la Aviación, excepto por el general César Ruiz, cabeza de la entidad. Pero, al retirarse este último del Ministerio de Obras Públicas y Transporte, cargo que había asumido como consecuencia del «tanquetazo», Allende pidió su renuncia a ambos cargos, ministro y comandante, asumiendo en su lugar el cargo militar el general Gustavo Leigh, opositor al gobierno. El Ejército estaba dividido, pero la balanza cada vez se cargaba más hacia la opción del golpe. En Carabineros no conspiraban más que dos o tres generales de baja antigüedad, entre ellos el general César Mendoza.
Las Fuerzas Armadas estaban preparadas para dar un golpe militar mucho antes de pensar en él. El Ejército tenía «planes de contrainsurgencia» para el caso de que una subversión sobrepasase a las Fuerzas de Orden. Este plan consistía en que el país estaba dividido en diferentes secciones y para cada una se establecía un plan de acción contra la posible insurgencia. Este plan sería la base prima para los conjurados, que solo tuvieron que adaptarlo a las nuevas circunstancias.
El 21 de agosto, una manifestación de esposas de generales se inició frente a la casa de Prats, a la que llegaron también varios oficiales de civil a protestar contra él. Fue insultado y apedreado y, al deshacer la manifestación carabineros, esta se volvió a organizar. Al lugar llegaron Augusto Pinochet (considerado el «segundo» de Prats), Allende y sus ministros. Todos fueron abucheados. Deprimido y desilusionado, pidió a los generales que reafirmaran su lealtad hacia él, como solo unos pocos lo hicieron, resolvió renunciar a la comandancia en jefe. Allende recomendó para el cargo a Pinochet,[cita requerida] que tenía una larga hoja de vida como soldado profesional y apolítico, el que fue nombrado el 23 de agosto comandante en jefe del Ejército.
El 7 de septiembre, el almirante Merino envió al comandante general del cuerpo de Infantería de Marina, contralmirante Huidobro, con una carta escrita en un pequeño papel, el cual comprometía a Pinochet y Leigh a poner sus fuerzas para el 11 de septiembre, y la hora 6:00 en Valparaíso: atrás ellos debían firmar el conforme.
En una reunión el día 9, Allende comentó a Pinochet su intención de un plebiscito. Ese mismo día, Pinochet se sumó al golpe.

### El fallido plebiscito
La promulgación de la reforma constitucional sobre las tres áreas de la economía profundizó la crisis institucional. El Congreso había rechazado el veto del Presidente por mayoría simple, lo que le permitió a Allende argumentar que el rechazo debía ser por dos tercios. La oposición exigió la realización de un plebiscito para superar el impasse constitucional, pero Allende rechazó la idea. Se consultó a la Contraloría la posibilidad de promulgar parcialmente la reforma, en los aspectos en que no existía controversia. La Contraloría rechazó la promulgación parcial, pero se excusó de pronunciarse sobre quien tenía razón en la interpretación sobre el veto.
Allende recurrió al Tribunal Constitucional, pero la institución se declaró incompetente para dirimir el asunto. Allende decidió entonces intentar la salida plebiscitaria que antes había rechazado, pero en esta ocasión interpretándola como un pronunciamiento sobre su gobierno.
El problema del Presidente estaba en los partidos de la Unidad Popular, que no habrían aceptado la idea del plebiscito. El Partido Socialista sostenía que sería una renuncia a los logros alcanzados. Apoyaban la posición socialista una fracción del MAPU y la Izquierda Cristiana dentro del comité y el MIR se indignó tanto con la idea que sus integrantes dejaron de llamarlo «compañero», refiriéndose a él en adelante como «señor». El único baluarte de Allende era, en esos momentos, el MAPU Obrero y Campesino, de sección moderada, el Partido Radical, y principalmente el Partido Comunista, que compartía su idea de la «vía pacífica al socialismo». Allende intentó nuevamente la idea del plebiscito a inicios de septiembre, pero la intransigencia del Partido Socialista se mantuvo. Una gestión de Orlando Letelier, ministro de Defensa, convenció al PS para que retirase su veto, pero la gestión ocurrió en la noche del 10 de septiembre, con el golpe en marcha.
Durante la noche del 10 al 11 de septiembre Allende discutió con sus ministros y consejeros un discurso a la nación para convocar a un plebiscito. En el mensaje anunciaría que daría trámite de urgencia a la discusión de los proyectos legislativos considerados en las negociaciones con la DC. Si existía acuerdo para aprobar los proyectos, promulgaría las reformas constitucionales aún pendientes. Si no se llegaba a un arreglo, se llamaría a referéndum. Esta convocatoria, pensaba Allende, despejaría la tensión con los militares.

### El 11 de septiembre

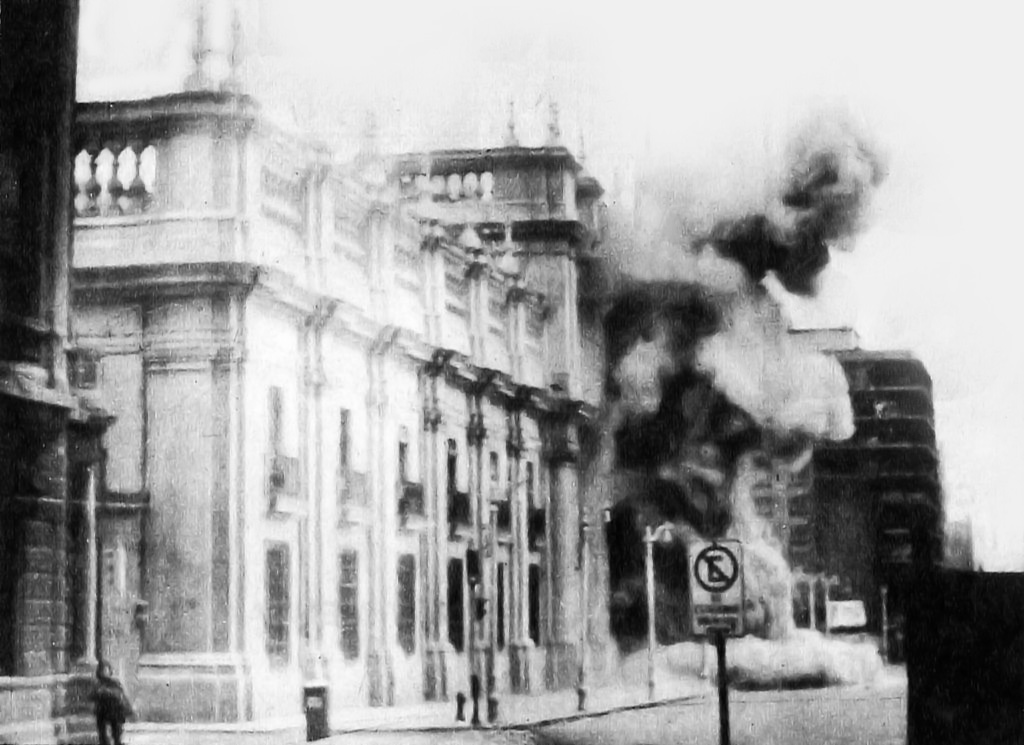
Bombardeo del Palacio de La Moneda

A las 16:00 del 10 de septiembre, zarpó la escuadra tal y como estaba previsto, ya que debía participar en las maniobras navales internacionales UNITAS. Mientras tanto, el Ejército se acuarteló dando como razón el probable desafuero de Altamirano y Garretón, que explicó Pinochet al ministro de Defensa, Orlando Letelier, podía causar disturbios.
En la madrugada del 11 de septiembre, la escuadra regresó a Valparaíso y las Fuerzas Armadas tomaron la ciudad. Se le comunicó a Allende por teléfono que la infantería de marina estaba en las calles y había comenzado a tomar posiciones de combate. Allende, que se encontraba en su residencia de Tomás Moro, pidió comunicarse a Pinochet y a Leigh, pero eran inubicables.
A eso de las 7 de la mañana Allende, en su Fiat 125, y el GAP (Grupo de Amigos Personales) se enfilaron hacia el Palacio de La Moneda, llegando veinte minutos después. Allende cargaba con un fusil AK-47 y el GAP ingresó al palacio de Gobierno con dos ametralladoras y tres lanzagranadas RPG-7, además de sus armas personales.
Paralelamente, Pinochet llegó al Comando de Telecomunicaciones. Se organizaron las redes de comunicaciones con las demás ramas de las Fuerzas Armadas, especialmente con Leigh, que se encontraba en la Academia de Guerra Aérea, y con Patricio Carvajal, que sería el coordinador del golpe.
Sepúlveda, director general de Carabineros, llegó a la Moneda y le aseguró que Carabineros seguía fiel al gobierno, ignorando que Carabineros estaba controlado por los generales Mendoza y Yovane.
La Cadena Democrática, formada por las radios Minería y Agricultura, emitió la primera proclama militar.
Allende debía hacer entrega inmediata de su cargo a la Junta de Gobierno, integrada por los jefes supremos de las Fuerzas Armadas: Pinochet, Leigh, Merino y Mendoza (los dos últimos recién autonombrados como jefes supremos de sus ramas, Armada y Carabineros respectivamente). Se le dio también al presidente un ultimátum, si La Moneda no era desalojada antes de las 11:00, sería atacada por tierra y aire. Carabineros retiró sus tanquetas y el personal apostado frente al palacio de gobierno.
Los militares contactaron con La Moneda y propusieron sacar del país al presidente, pero Allende rechazó la oferta. Pinochet contacta con Carvajal, quien le indicó la negativa del presidente a rendirse. A las 9:55, los tanques del general Javier Palacios ingresaron en el perímetro de La Moneda. Francotiradores apostados en los edificios aledaños los trataron de repeler, produciéndose un tiroteo.
Cuando La Moneda estaba rodeada por los militares, a las 10:15, a través de Radio Magallanes —la única favorable al gobierno que aún no era silenciada— Allende emitió su último mensaje a la Nación. En unos pasajes de su discurso reflexionó:

Colocado en un tránsito histórico, pagaré con mi vida la lealtad del pueblo. Y les digo que tengo la certeza de que la semilla que entregáramos a la conciencia digna de miles y miles de chilenos, no podrá ser segada definitivamente. [...]
Sigan ustedes sabiendo que, mucho más temprano que tarde, de nuevo abrirán las grandes alamedas por donde pase el hombre libre para construir una sociedad mejor.
¡Viva Chile! ¡Viva el pueblo! ¡Vivan los trabajadores!
Éstas son mis últimas palabras y tengo la certeza de que mi sacrificio no será en vano. Tengo la certeza de que, por lo menos, será una lección moral que castigará la felonía, la cobardía y la traición.
Salvador Allende, 11 de septiembre de 1973.

A las 10:30, los tanques abrieron fuego contra La Moneda. Les siguieron las tanquetas y la infantería, fuego que fue respondido por los miembros del GAP y los francotiradores apostados en los edificios aledaños.
Carvajal se comunicó nuevamente con Pinochet, informándole de la intención de parlamentar. Pinochet exigió una «rendición incondicional».
A las 11:52, los cazabombarderos Hawker Hunter iniciaron su ataque a La Moneda, disparando en cuatro oportunidades sus cohetes sobre la casa de Gobierno, provocando un daño devastador. Otros dos aviones bombardearon la residencia presidencial de Tomás Moro, a la sazón defendida por los miembros del GAP que no alcanzaron a llegar con Allende.
El ataque al Palacio de Gobierno prosiguió con el uso de gases lacrimógenos, pero al ver que La Moneda todavía se negaba a rendirse, a las 14:20 de la tarde, el general Palacios decidió tomarla y envió a un grupo de soldados a derribar la puerta del Palacio.

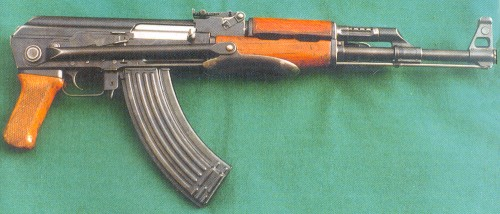
Fusil de asalto AK-47 ruso, de culata plegable, del mismo tipo que usó Allende para suicidarse.

Allende decidió rendirse y deponer las armas. Entonces —según el testimonio de uno de sus médicos, Patricio Guijón, que regresó para llevarse su mascarilla antigás—, con el fusil AK-47 de culata plegable, se suicidó disparándose en la barbilla, explotando la bóveda craneana y muriendo instantáneamente. Palacios entró en el Salón Independencia y se encontró con Allende y el médico Guijón. Reconoció al presidente por su macizo reloj Jaeger-LeCoultre. Llamó al oficial de radio y entregó su escueto informe: «Misión cumplida. Moneda tomada, presidente muerto».
En la tarde se conformó la Junta de Gobierno. A excepción de unas escaramuzas en sitios aislados de Santiago, la junta dominaba todo el país. La Unidad Popular y su presidente habían muerto, iniciándose dieciséis años y medio de dictadura militar.

### Funerales

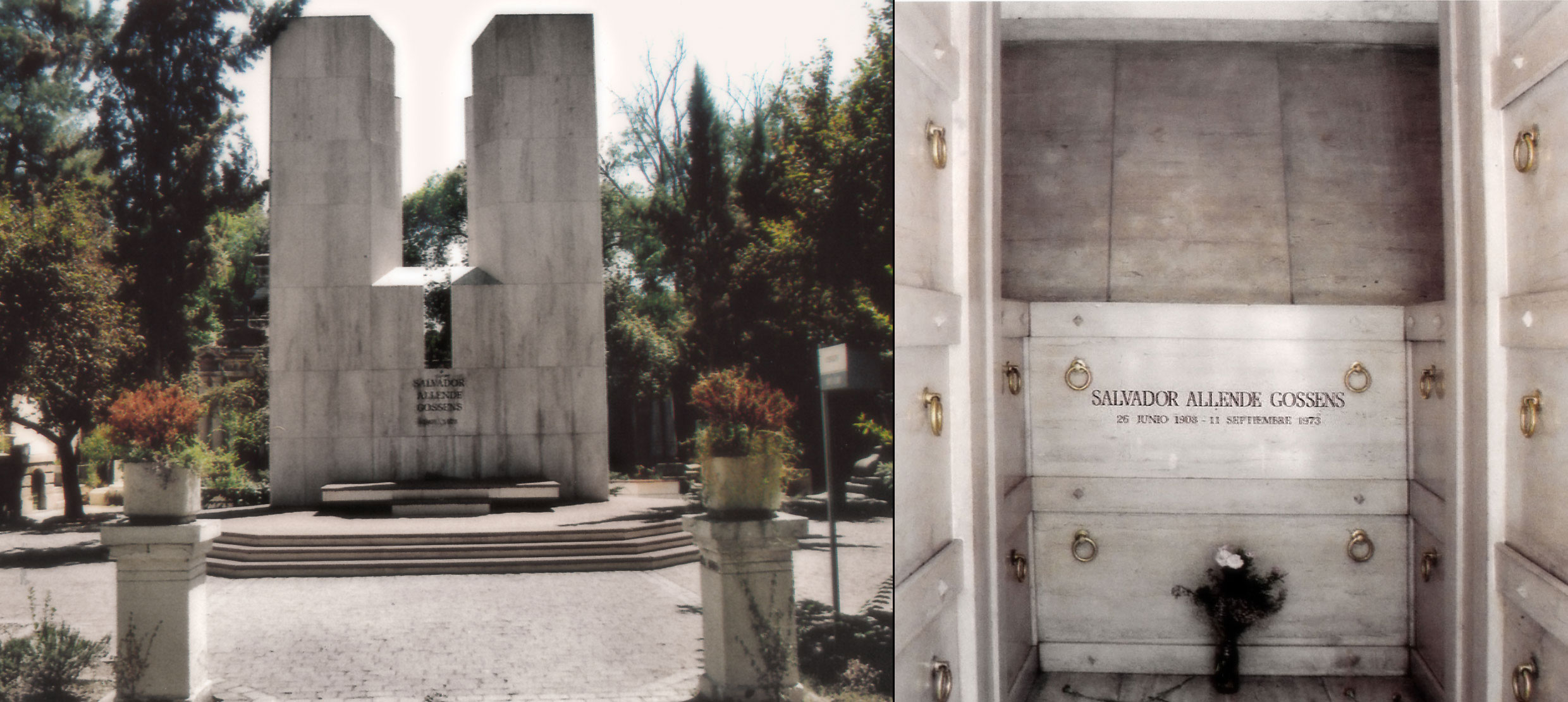
Mausoleo (izquierda) y tumba de Salvador Allende (derecha) en el Cementerio General.

Sus restos fueron enterrados en el Cementerio Santa Inés de Viña del Mar, sin una placa que lo identificara, en una discreta ceremonia a la que solo pudieron asistir Hortensia Bussi, Laura Allende y dos sobrinos del presidente, Patricio y Jaime Grove, además del comandante de la FACh Roberto Sánchez. Allende estuvo «desaparecido» durante un año y diez meses; su muerte quedó recién inscrita en el Registro Civil de Independencia el 7 de julio de 1975 bajo el número 593.
Casi 18 años después, el 4 de septiembre de 1990, por órdenes del presidente Patricio Aylwin, Salvador Allende recibió un nuevo funeral, pero esta vez masivo y con los honores de Estado que le correspondían como exmandatario.

## Distinciones y condecoraciones

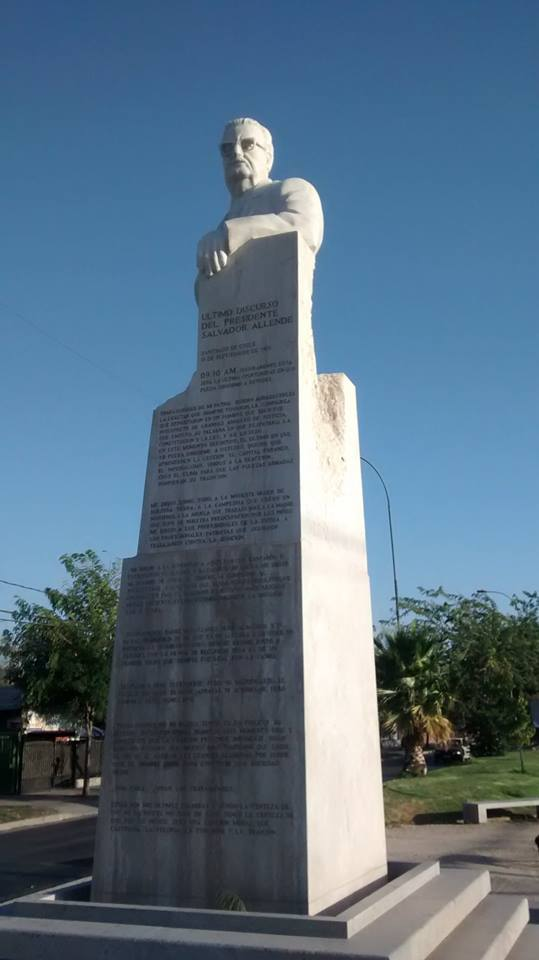
Estatua en homenaje a Allende y a su discurso en San Joaquín, Chile

### Condecoraciones nacionales
- Gran Maestre de la Orden al Mérito de Chile ( Chile, 1970-1973).
- Gran Maestre de la Orden de Bernardo O'Higgins ( Chile, 1970-1973).
- Su obra, La realidad médico-social de Chile, de 1939, obtuvo el «Premio Van Buren» en 1940.[42]
- Declarado «hijo ilustre» y distinguido con el Ancla de Oro de Antofagasta (1971).[162]

Tras el retorno a la democracia y la reapertura del Congreso Nacional, por Ley N.° 19.311, publicada el 11 de julio de 1994, se autorizó la erección de tres monumentos en su memoria, uno en Valparaíso, otro en Santiago y en Punta Arenas.

### Condecoraciones extranjeras

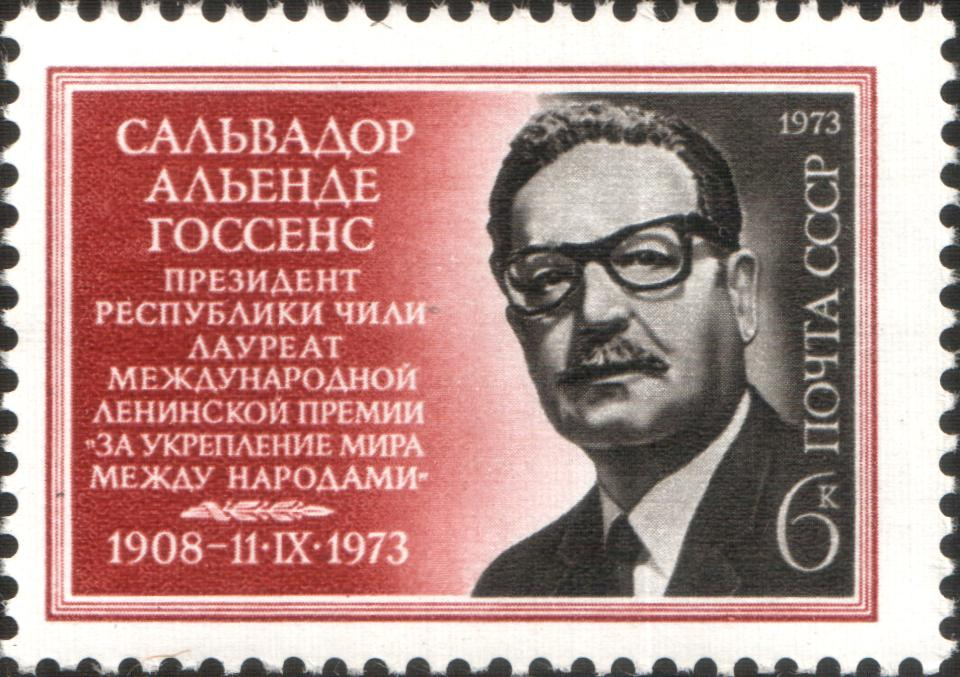
Sello emitido por la URSS en honor a Salvador Allende.

en cursiva las condecoraciones póstumas
- Orden José Martí ( Cuba, 1972).[163]
- Orden de los Compañeros de O. R. Tambo ( Sudáfrica, 16 de junio de 2004).
- Orden Augusto César Sandino ( Nicaragua, 19 de julio de 2008).[164]

### Doctor honoris causa
- Universidad Libre de Bruselas ( Bélgica, 1973).[165]

### Otras distinciones
- Premio Lenin de la Paz ( Unión Soviética, 1972).

## Polémica sobre su muerte
Durante años, la izquierda chilena mantuvo la idea de que Allende había sido asesinado, considerando la posibilidad del suicidio como una postura que debilitaría la figura de Allende. En palabras del médico José Quiroga, testigo del suicidio de Allende pero que guardó silencio largo tiempo, «era más importante el aspecto político de que todo el mundo creyera que a Allende lo habían matado los militares».

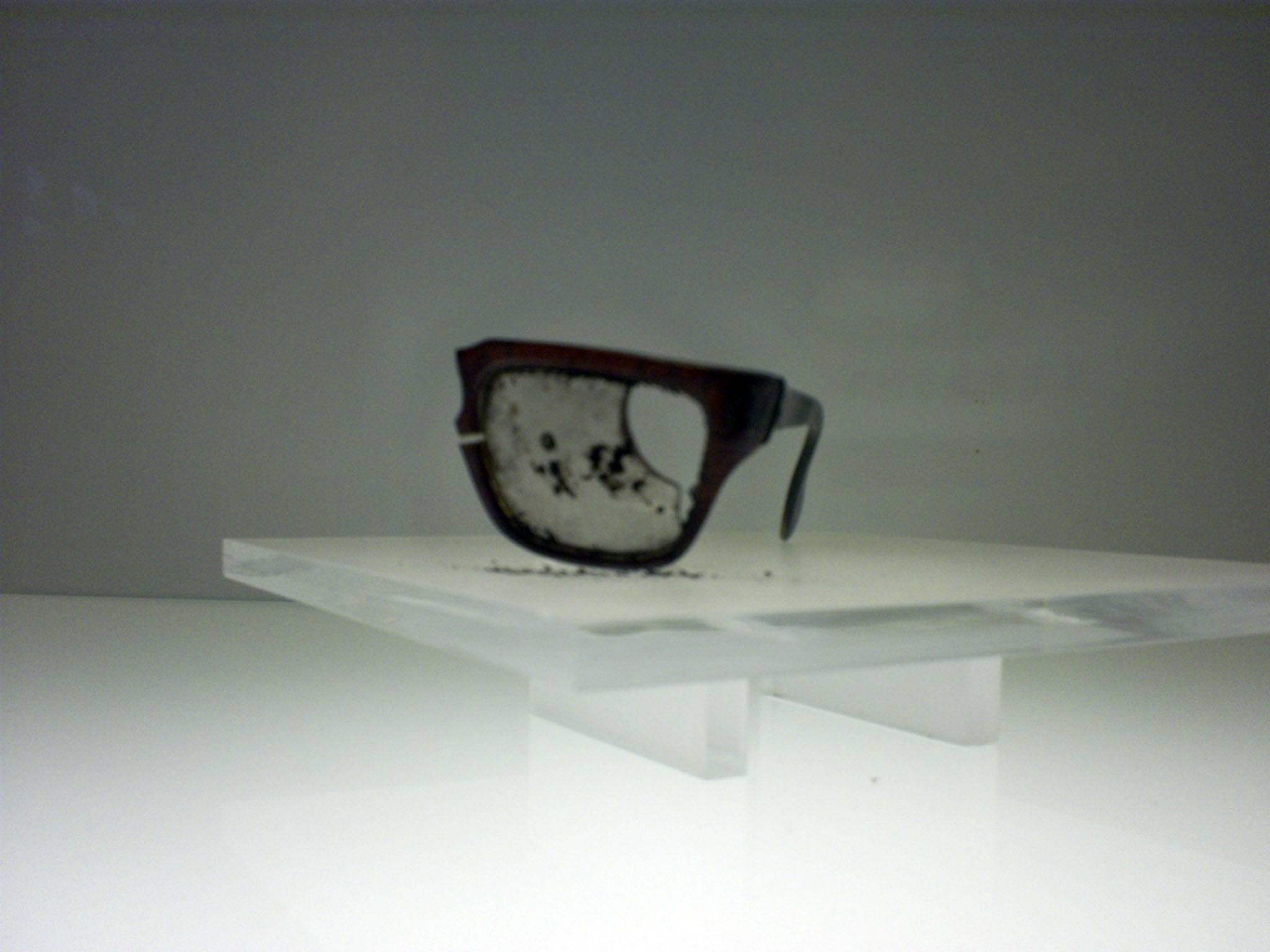
Gafas de Salvador Allende, encontradas en el Palacio de la Moneda, tras el bombardeo.

La fuente original de esta versión era Luis Renato González Córdoba, Eladio (1954-2014), miembro del GAP, quien contó que Allende había sido asesinado por los militares. Esta versión se popularizó por diversos medios, uno de ellos fue un discurso de Fidel Castro dado el 28 de septiembre de 1973 en la Plaza de la Revolución, en donde describe una versión de la muerte de Allende, aunque en ese mismo discurso, advierte de la posibilidad de que se hubiese suicidado. En 1971, frente al propio Fidel Castro, Allende había expresado: «Yo cumpliré mi mandato. Tendrán que acribillarme a balazos para que deje de actuar...». Otra versión es la de Gabriel García Márquez, basada, según él, en muchas fuentes. La versión del asesinato quedó casi institucionalizada para la izquierda a través del libro del periodista Robinson Rojas, Estos mataron a Allende que en su época, fue avalado incluso por la viuda de Allende.
Las versiones de que Allende se había suicidado, la postura oficial de la junta de gobierno, fue también censurada por medios de izquierda extranjeros. Así ocurrió con Radio Moscú, que cortó la conversación sobre el suicidio cuando Clodomiro Almeyda, entrevistado en un programa, explicó su propia versión de los hechos.
La visión sobre el suicidio fue cambiando con el tiempo, cuando las versiones del asesinato perdieron intensidad y el suicidio dejó de valorarse como algo condenable para la izquierda, revalorizando el testimonio del médico Guijón, que se vio corroborado con la segunda autopsia de Allende, la que, a su vez, llevó a la aceptación del suicidio por parte de sus deudos y partidarios en el funeral oficial. Años después, se revelaría que Guijón no fue el único testigo, además de él estaban los médicos Jirón, Ruiz Pulido y José Quiroga. Los dos primeros declararon siempre el suicidio de Allende pero fueron censurados o no se les prestó importancia, mientras que Quiroga rompió el silencio solo en 2003. Otros dos testigos, Arsenio Poupin y Enrique Huerta, que no eran médicos, fueron detenidos y hechos desaparecer por los militares.
En 2011, una investigación presentó una nueva tesis al respecto a fin de explicar la presencia de dos impactos de bala, señalando que si bien Allende había intentado suicidarse, el disparo no habría logrado su objetivo, por lo que uno de sus escoltas lo habría asistido dándole el tiro de gracia al verlo moribundo. En mayo de 2011 comenzó una nueva exhumación de su cadáver para intentar establecer, en palabras del médico forense Francisco Etxeberria, «la manera de la muerte o las circunstancias que rodearon a la misma».
La exhumación que ordenó el juez Mario Carroza fue realizada el 23 de mayo de 2011 por doce forenses, siete chilenos y cinco extranjeros, y dirigida por Patricio Bustos, director nacional del Servicio Médico Legal de Chile. El 19 de julio, el Servicio Médico Legal confirmó que Allende se suicidó durante el bombardeo al Palacio de La Moneda.
El 11 de septiembre de 2012, la Tercera Sala de la Corte de Apelaciones de Santiago determinó el cierre definitivo del caso por la muerte del expresidente. El fallo está basado en la presunción de que por ser disparos a corta distancia «en medicina legal puede ser atribuible al suicidio».

## Controversias
Víctor Farías, filósofo chileno y exprofesor del Instituto de América Latina en la Universidad Libre de Berlín, en su libro Salvador Allende: Antisemitismo y eugenesia ha suscitado una controversia respecto a la tesis de Allende para optar al título de médico en 1933, titulada Higiene mental y delincuencia. En este libro, Farías argumenta que Allende sostenía posiciones racistas, homófobas y antisemitas, creyendo al mismo tiempo que las enfermedades mentales, el comportamiento criminal y el alcoholismo eran hereditarios.
Las opiniones de Farías han sido contestadas y criticadas por el presidente español de la Fundación Presidente Allende, la cual publicó en Internet varios artículos, incluyendo la disertación en cuestión y una carta de protesta enviada por el Congreso chileno, y firmada, entre otros, por Allende, dirigida a Adolf Hitler después de la noche de los Cristales Rotos. La Fundación sostiene que, en su tesis, Allende no hacía más que citar al científico italiano Cesare Lombroso, siendo crítico de sus teorías. Lo cierto es que Allende concluye que «Estos datos hacen sospechar que la raza influye en la delincuencia. No obstante, carecemos de datos precisos para demostrar este influjo en el mundo civilizado». Farías mantiene las afirmaciones aparecidas en su libro. La Fundación Presidente Allende cursó una demanda por calumnias en contra de Farías y su editor ante la justicia española.

## Historial electoral

### Elección presidencial de 1952
|  | 46,79 % |

|  | 27,81 % |

|  | 19,95 % |

|  | 5,45 % |

### Elección presidencial de 1958
|  | 31,56 % |

|  | 28,85 % |

|  | 20,70 % |

|  | 15,55 % |

|  | 3,34 % |

#### Elección en el Congreso Pleno
|  | 84,97 % |

|  | 15,03 % |

### Elección presidencial de 1964
|  | 56,09 % |

|  | 38,93 % |

|  | 4,98 % |

### Elecciones parlamentarias de 1969
- Elecciones parlamentarias de 1969 para la 10ª Agrupación Provincial, Chiloé, Aysén y Magallanes.[194]

| Candidato                    | Partido | Votos  | %     | Resultado |
| ---------------------------- | ------- | ------ | ----- | --------- |
| Fernando Ochagavía Valdés    | PN      | 7894   | 12,76 | Senador   |
| Alberto Brautigam Luhr       | PN      | 583    | 0,94  |           |
| Luis Hernández Tapia         | PN      | 1980   | 3,2   |           |
| Raúl Ampuero Díaz            | USOPO   | 1812   | 2,93  |           |
| Humberto Díaz Vera           | USOPO   | 220    | 0,36  |           |
| Raúl Morales Adriasola       | PR      | 7582   | 12,26 | Senador   |
| Marcos Álvarez García        | PR      | 2283   | 3,69  |           |
| Salvador Allende Gossens     | PS      | 14 443 | 23,35 | Senador   |
| Alfredo Hernández Barrientos | PS      | 684    | 1,11  |           |
| Sergio Anfossi Muñoz         | PS      | 2085   | 3,37  |           |
| Néstor Donoso Molina         | PS      | 389    | 0,63  |           |
| Alfredo Lorca Valencia       | PDC     | 7142   | 11,55 | Senador   |
| Juan Hamilton Depassier      | PDC     | 11 940 | 19,3  | Senador   |
| Félix Garay Figueroa         | PDC     | 2820   | 4,56  |           |

### Elección presidencial de 1970
|  | 36,62 % |

|  | 35,27 % |

|  | 28,11 % |

#### Elección en el Congreso Pleno
|  | 81,38 % |

|  | 18,62 % |